# Armorial des communes du Doubs
- il reste des blasons à dessiner dans cet armorial.

Cette page dresse l'ensemble des armoiries (figures et blasonnements) connus des communes du Doubs disposant d'un blason à ce jour.

(1 dessin(s) en attente)
- Haut – A
- B
- C
- D
- E
- F
- G
- H
- I
- J
- K
- L
- M
- N
- O
- P
- Q
- R
- S
- T
- U
- V
- W
- X
- Y
- Z

## A
| Blason de Abbans-Dessus | Blason  | D'argent à la croix de gueules cantonnée en chef de deux roses du même.        |
| Blason de Abbans-Dessus | Détails | Armes de la famille d'Abbans. Le statut officiel du blason reste à déterminer. |

| Blason de Abbévillers | Blason  | De gueules à la croix d'or cantonnée de quatorze étoiles, quatre dans les cantons du chef et trois dans les cantons en pointe. |
| Blason de Abbévillers | Détails | Le statut officiel du blason reste à déterminer.                                                                               |

| Blason de Accolans | Blason  | De gueules au chevron d'or.                      |
| Blason de Accolans | Détails | Le statut officiel du blason reste à déterminer. |

| Blason de Aibre | Blason  | Parti de gueules à deux bars adossés d'or, et d'argent à la lettre capitale T de gueules. |
| Blason de Aibre | Détails | Le statut officiel du blason reste à déterminer.                                          |

| Blason de Aïssey | Blason  | Tiercé en pairle : au 1er d'azur à la croix ancrée d'argent, au 2e de sinople à trois besants d'or, au 3e de gueules à la Croix de guerre 1939-1945 d'or. Ornements extérieursCroix de guerre 1939-1945 |
| Blason de Aïssey | Détails | Le statut officiel du blason reste à déterminer. |

| Blason de Allenjoie | Blason  | De gueules à l'aigle d'argent.                   |
| Blason de Allenjoie | Détails | Le statut officiel du blason reste à déterminer. |

| Blason de Allondans | Blason  | Coupé : au 1er de gueules à deux bars adossés d’or, au 2e d’azur au pont de trois arches d’or posé sur une rivière d’argent. |
| Blason de Allondans | Détails | Le statut officiel du blason reste à déterminer.                                                                             |

| Blason de Amancey | Blason  | Écartelé : aux 1er & 4e parti de sable et d’argent à la croix de gueules brochant, au 2d d’azur à deux bars adossés d’or, au 3e d’or au chevron d’azur.         |
| Blason de Amancey | Détails | * Il y a là non-respect de la règle de contrariété des couleurs : ces armes sont fautives (gueules sur sable). Le statut officiel du blason reste à déterminer. |

| Blason de Amagney | Blason  | Écartelé : au 1er de gueules à trois mirabelles d'or chacune feuillée de deux pièces de sinople, au 2e d'or à une hure de sanglier de sable, défendue et allumée d'argent, au 3e d'or à un chêne fûté et fruité de tenné, feuillé de sinople, au 4e de gueules à un cheval cabré d'argent. |
| Blason de Amagney | Détails | Le statut officiel du blason reste à déterminer. |

| Blason de Anteuil | Blason  | Écartelé: au 1er fascé d'argent et d'azur, au 2e de gueules à la bande d'or côtoyée de deux cotices du même, au 3e de gueules à l'épée d'argent garnie d'or posée en fasce, au 4e d'azur au mont de six coupeaux d'argent surmonté d'une étoile d'or. |
| Blason de Anteuil | Détails | Le statut officiel du blason reste à déterminer. |

| Blason de Appenans | Blason  | De gueules à trois couronnes ducales rangées en pal, celles en chef et pointe d’or, celle en cœur d’argent. |
| Blason de Appenans | Détails | Le statut officiel du blason reste à déterminer.                                                            |

| Blason de Arc-et-Senans | Blason  | Écartelé : au 1er de gueules à une fleur de lys d'or posée en bande, au 2d d’or à trois grappes de raisin d’argent* feuillées chacune de deux pièces de sinople, au 3e d’or au chevron de sable accompagné de trois oiselets volants de sinople, au 4e de gueules à trois faucons d’or perchés chacun sur un écot de sable en barre. |
| Blason de Arc-et-Senans | Détails | * Il y a là non-respect de la règle de contrariété des couleurs : ces armes sont fautives (argent sur or). Le statut officiel du blason reste à déterminer. |

| Blason de Arc-sous-Cicon | Blason  | D'or à la fasce d'azur chargée d'une rose d'argent. |
| Blason de Arc-sous-Cicon | Détails | Le statut officiel du blason reste à déterminer.    |

| Blason de Arc-sous-Montenot | Blason  | De sinople à la barre d'or accompagnée au canton dextre du chef d'une étoile de six rais d'argent. |
| Blason de Arc-sous-Montenot | Détails | Le statut officiel du blason reste à déterminer.                                                   |

| Blason de Arcey | Blason  | D'azur semé de billettes d'or, au lion couronné de même armé et lampassé de gueules brochant, issant d'un brasier de même et brandissant une épée d'argent, au chef échancré de trois pièces d'azur, chargé d'une rose de gueules boutonnée d'or et rayonnante de seize pièces de même, paraissant dissiper des nuées d'argent mouvant des bords du chef. |
| Blason de Arcey | Détails | Création de Nicolas Vernot, adoptée par la mairie d'Arcey le 7 janvier 2017. Le statut officiel du blason reste à déterminer. |
| Blason de Arcey | Alias   | De sable à trois têtes de lévrier accolées d'or; au chef d'azur chargé de deux étoiles d'argent. * Il y a là non-respect de la règle de contrariété des couleurs : ces armes sont fautives (azur sur sable). |

| Blason de Arguel | Blason  | De gueules à la comète à huit rais d'or. |
| Blason de Arguel | Détails | Reprise du symbole de la comète d'or qui figurait sur les armoiries des Seigneurs d'Arguel Le statut officiel du blason reste à déterminer. |

| Blason de Aubonne | Blason  | D'azur au chevron d'argent accompagné en chef de deux étoiles et en pointe d'un croissant, le tout du même. |
| Blason de Aubonne | Détails | Le statut officiel du blason reste à déterminer.                                                            |

| Blason de Audincourt | Blason  | Écartelé : au 1er de gueules à la croix d’argent chargée en cœur d’une étoile d’azur, au 2d d’azur à l’enclume abaissée surmontée de la date 1619, le tout d’argent, au 3e d’azur à deux marteaux d’argent passés en sautoir, au 4e d’or à trois demi-ramures de sable posées en barre et rangées en pal.                                                                       |
| Blason de Audincourt | Détails | En haut, à gauche, le canton représente les armes de la Ville de Montbéliard, En haut à droite et en bas à gauche, l’enclume et les marteaux en sautoir symbolisent l’impulsion économique apportée par les Forges, 1619 étant la date de création de la compagnie. En bas, à droite, sont représentées les armes des Wurtemberg. adopté par conseil municipal le 28 juin 1962. |

| Blason de Autechaux-Roide | Blason  | Parti de gueules et d'or, à la roue dentée de douze pièces de l'un en l'autre brochant sur le tout. |
| Blason de Autechaux-Roide | Détails | Le statut officiel du blason reste à déterminer.                                                    |

| Blason de Auxon-Dessous | Blason  | Écartelé : aux 1er & 4e tranché d'argent et de gueules à la rose de l'un en l'autre ; au 2e d'azur au lion naissant d'or; au 3e à un bouquet de trois épis de blé réunis par l'extrémité des tiges au centre d'un secteur de roue de moulin de trois augets brochant sur les tiges, tous d'or. |
| Blason de Auxon-Dessous | Détails | Le statut officiel du blason reste à déterminer. |

| Blason de Avanne-Aveney | Blason  | D'or à trois quintefeuilles de gueules.          |
| Blason de Avanne-Aveney | Détails | Le statut officiel du blason reste à déterminer. |

| Blason de Avilley | Blason  | Coupé d'argent à trois pals de gueules, et du même plain. |
| Blason de Avilley | Détails | Le statut officiel du blason reste à déterminer.          |

| Blason de Avoudrey | Blason  | Coupé : au premier d'or au pommier arraché au naturel fruité de gueules, au deuxième d'azur à la couleuvre d'or ondoyant en pal. |
| Blason de Avoudrey | Détails | Le statut officiel du blason reste à déterminer.                                                                                 |

Pas d'information pour les communes suivantes :  Abbans-Dessous, Abbenans, Adam-lès-Passavant, Adam-lès-Vercel, Les Alliés, Amathay-Vésigneux, Amondans, Arbouans, Arçon, Athose, Audeux, Autechaux, Auxon-Dessus
- Haut – A
- B
- C
- D
- E
- F
- G
- H
- I
- J
- K
- L
- M
- N
- O
- P
- Q
- R
- S
- T
- U
- V
- W
- X
- Y
- Z

## B
| Blason de Badevel | Blason  | Écartelé, au 1er d'or à trois demi-ramures de cerf de sable, au 2e de gueules à deux bars adossés d'or, au 3e d'azur à un sablier d'or, au 4e du même à la bande de gueules senestrée en chef d'un heaume de marquis du champ. |
| Blason de Badevel | Détails | Le statut officiel du blason reste à déterminer. |

| Blason de Bannans | Blason  | De sinople à la gerbe de blé d'or.               |
| Blason de Bannans | Détails | Le statut officiel du blason reste à déterminer. |

| Blason de Le Barboux | Blason  | De sinople à quatre sapins posés en croix, chaque fût uni à l'angle d'un carreau posé en losange, ployé et vidé, le tout d'argent ; au chef voûté dans son tiers central et soutenu par deux quarts de besant unis au chef et accolés aux flancs, le tout d'or. |
| Blason de Le Barboux | Détails | Auteur Nicolas Vernot, adopté le 28 sept 2015 |

| Blason de Bart | Blason  | De gueules à la cotice en barre d'argent, haussée à dextre et abaissée à senestre, accompagnée en chef dextre d'une jonquille d'or tigée et feuillée de sinople, en chef senestre d'une truite d'argent posée en barre et en pointe d'une hure de sanglier d'argent. |
| Blason de Bart | Détails | Bart : Armes parlantes. (cotice en barre et truite en barre) Le statut officiel du blason reste à déterminer. |

| Blason de Baume-les-Dames | Blason  | Coupé au 1er d’azur semé de billettes d’or au lion brochant issant du même, au 2d d’or au senestrochère de carnation paré de gueules tenant une palme de sinople issant d’une nuée d’azur mouvant du flanc senestre. |
| Blason de Baume-les-Dames | Détails | Le statut officiel du blason reste à déterminer. |

| Blason de Bavans | Blason  | D'azur à deux bars adossés surmontés d'une fleur de lys, et entourés d'une filière, le tout d'argent. |
| Blason de Bavans | Détails | Le statut officiel du blason reste à déterminer.                                                      |
| Blason de Bavans | Alias   | D’azur à deux bars adossés d’or.                                                                      |

| Blason de Belfays | Blason  | D'or à un bosquet de hêtres au naturel sur une terrasse isolée de sinople, à la filière de sable. |
| Blason de Belfays | Détails | Le statut officiel du blason reste à déterminer.                                                  |

| Blason de Belmont | Blason  | D’or à trois jumelles de sable.                  |
| Blason de Belmont | Détails | Le statut officiel du blason reste à déterminer. |

| Blason de Belvoir | Blason  | De gueules à trois quintefeuilles d'or, au lambel d'azur.                                                               |
| Blason de Belvoir | Détails | Armes de la famille de Belvoir, branche cadette de la maison de Vergy. Le statut officiel du blason reste à déterminer. |

| Blason de Berche | Blason  | De gueules, emmanché d'argent de deux pièces, au chef chargé de deux bars adossés de gueules. |
| Blason de Berche | Détails | Le statut officiel du blason reste à déterminer.                                              |

| Blason de Besançon | Blason  | D'or, à l'aigle de sable tenant de ses serres deux colonnes de gueules brochant sur les ailes. |
| Blason de Besançon | Détails | Le statut officiel du blason reste à déterminer.                                               |

| Blason de Bethoncourt | Blason  | D’azur à la champagne cousue de gueules chargée de deux bars adossés d’or, au besant d’or mouvant du flanc dextre et du trait de la champagne, rayonnant de sept rais s’élargissant et touchant les bords de l’écu, à la lettre B capitale aussi d’or brochant sur les rayons. |
| Blason de Bethoncourt | Détails | * Il y a là non-respect de la règle de contrariété des couleurs : ces armes sont fautives (gueules sur azur). Adopté le 18 octobre 1973. |

| Blason de Beure | Blason  | D’azur semé de billettes d’or au castor assis du même, armé de gueules, brochant sur le tout. |
| Blason de Beure | Détails | Le statut officiel du blason reste à déterminer.                                              |

| Blason de Beutal | Blason  | D’or à trois fasces de sable.                    |
| Blason de Beutal | Détails | Le statut officiel du blason reste à déterminer. |

| Blason de Bizot (Le) | Blason  | D'or à la bande de sable chargé d'une bande d'argent surchargée de trois chevrons de gueules et accompagnée en chef et en pointe de deux bars adossés d'azur. |
| Blason de Bizot (Le) | Détails | Le statut officiel du blason reste à déterminer. |

| Blason de Blamont | Blason  | D'argent à trois monts d'azur.                                                     |
| Blason de Blamont | Détails | Armes parlantes (Blanc et Monts). Le statut officiel du blason reste à déterminer. |

| Blason de Blarians | Blason  | D'azur au giron d'or mouvant du canton dextre de la pointe ployé en croissant tourné vers senestre. |
| Blason de Blarians | Détails | Le statut officiel du blason reste à déterminer.                                                    |

| Blason de Blussans | Blason  | De sinople à la bande anchée d’argent chargée d’une ombre de truite. |
| Blason de Blussans | Détails | Le statut officiel du blason reste à déterminer.                     |

| Blason de Bonnevaux-le-Prieuré | Blason  | Coupé de un, tranché de un, (soit 4 quartiers) aŭ 1) et 3) de sinople à une quintefeuille d'argent; au 2) d'or à une roue de moulin de sable; au 4) d'or à une chapelle à entrée sous auvent de gueules. |
| Blason de Bonnevaux-le-Prieuré | Détails | Le statut officiel du blason reste à déterminer. |

| Blason de Bouclans | Blason  | Parti: au 1er de gueules à la volute de crosse d'argent, au 2e d'argent au trèfle de gueules; le tout sommé d'un chef d'azur semé de billettes d'or au lion issant du même. |
| Blason de Bouclans | Détails | Le statut officiel du blason reste à déterminer. |

| Blason de Boujailles | Blason  | De sinople à la bande d'argent.                  |
| Blason de Boujailles | Détails | Le statut officiel du blason reste à déterminer. |

| Blason de Braillans | Blason  | Taillé de sinople et d'argent à la crosse d'or brochant sur le tout. |
| Blason de Braillans | Détails | Le statut officiel du blason reste à déterminer.                     |

| Blason de Branne | Blason  | De sable à deux bars d'argent adossés en chef et au vigneron, contourné, assis sur un fût et tenant les tables de la loi, le tout d'or. |
| Blason de Branne | Détails | Le statut officiel du blason reste à déterminer.                                                                                        |

| Blason de Bréseux (Les) | Blason  | Coupé voûté mi-parti en pointe: au 1 d'azur semé de billettes d'or au lion couronné issant du même, armé et lampassé de gueules, au 2 de gueules à la balance d'argent, le fléau posé en barre, au 3 d'argent au sapin coupé de sinople, fûté de tenné. |
| Blason de Bréseux (Les) | Détails | Documents Mairie, 2025 Auteur(s)J.-F. Binon |

| Blason de Bretigney | Blason  | D'or au lion mariné de gueules, couronné, armé, lorré et lampassé d'argent. |
| Blason de Bretigney | Détails | Le statut officiel du blason reste à déterminer.                            |

| Blason de Bretonvillers | Blason  | De sinople à la fasce losangée d'or et de gueules d'une tire. |
| Blason de Bretonvillers | Détails | Adopté en 2001.                                               |

| Blason de Brognard | Blason  | D’azur à trois tours d’or.                       |
| Blason de Brognard | Détails | Le statut officiel du blason reste à déterminer. |

| Blason de Bulle | Blason  | D'azur au chevron surmonté d'un vol abaissé et soutenu d'un croissant, le tout d'argent. |
| Blason de Bulle | Détails | Le statut officiel du blason reste à déterminer.                                         |

Pas d'information pour les communes suivantes : Bartherans, Battenans-les-Mines, Battenans-Varin, Le Bélieu, Belleherbe, Berthelange, Bians-les-Usiers, Bief (Doubs), Blussangeaux, Bolandoz, Bondeval, Bonnal (Doubs), Bonnay (Doubs), Bonnétage, Bonnevaux (Doubs), La Bosse (Doubs), Bourguignon (Doubs), Bournois, Boussières, Bouverans, Breconchaux, Bremondans, Brères, La Bretenière (Doubs), Bretigney-Notre-Dame, Brey-et-Maison-du-Bois, Buffard, Bugny, Burgille, Burnevillers, Busy, By (Doubs), Byans-sur-Doubs
- Haut – A
- B
- C
- D
- E
- F
- G
- H
- I
- J
- K
- L
- M
- N
- O
- P
- Q
- R
- S
- T
- U
- V
- W
- X
- Y
- Z

## C
| Blason de Cendrey | Blason  | Écartelé: au 1er d'azur semé de billettes d'or, au lion couronné du même, armé et lampassé de gueules, au 2e d'argent à la couronne de laurier de sinople, au 3e d'argent à trois fasces ondées d'azur, au 4e de gueules à la colombe en vol d'argent tenant dans son bec la sainte Ampoule d'or. |
| Blason de Cendrey | Détails | Création J-F Binon, utilisée depuis au moins 2022. |

| Blason de Chaffois | Blason  | Losangé d'or et d'azur à la fasce d'argent brochant sur le tout. |
| Blason de Chaffois | Détails | Le statut officiel du blason reste à déterminer.                 |

| Blason de Chalezeule | Blason  | De gueules à deux bars adossés d'or.             |
| Blason de Chalezeule | Détails | Le statut officiel du blason reste à déterminer. |

| Blason de Champagney | Blason  | Tranché de sinople à la tour couverte d'or ajourée de sable, et d'argent à deux croisettes potencées au pied fiché de gueules mises en bande. |
| Blason de Champagney | Détails | Le statut officiel du blason reste à déterminer.                                                                                              |

| Blason de Champlive | Blason  | D'or à trois quintefeuilles de gueules surmontées de l'inscription « CHAMPLIVE » en lettres capitales de sable. |
| Blason de Champlive | Détails | Le statut officiel du blason reste à déterminer.                                                                |

| Blason de Champoux | Blason  | Tranché d'azur et d'argent, à six besants de l'un en l'autre ordonnés en orle. |
| Blason de Champoux | Détails | Le statut officiel du blason reste à déterminer.                               |

| Blason de Chantrans | Blason  | De gueules à trois chevrons d'argent.            |
| Blason de Chantrans | Détails | Le statut officiel du blason reste à déterminer. |

| Blason de Charmoille | Blason  | Divisé en chevron de sinople et de sable au chevron d’argent brochant sur la partition, sommé de deux rameaux de charme adossés de même fruités d’or, mouvant du chevron, ce dernier accompagné en pointe d’un soleil non figuré de douze rais d’or son disque partiellement bordé d’un croissant d’argent tourné en bande. |
| Blason de Charmoille | Détails | Armes parlantes. Le statut officiel du blason reste à déterminer. |

| Blason de Charquemont | Blason  | D'argent à treize vergettes de sinople ; au chef ondé d'azur chargé d'une montagne d'argent ; à la bande du même brochante, chargée en chef et en pointe de deux sapins de sinople et accompagnée d'une tête de vache contournée d'argent à dextre ; à deux aiguilles de montre d'or brochant en abîme et posées en chevron renversé, la petite aiguille dans le sens de la bande, et cantonnées de quatre bâtons de sables posés et ordonnés en croix sur la bande. |
| Blason de Charquemont | Détails | Le statut officiel du blason reste à déterminer. |

| Blason de Charmauvillers | Blason  | D'azur à la fasce d'or maçonnée de sable et chargée d'une divise de sinople, le tout voûté et accompagné en chef d'un soleil non figuré à douze rais d'or accosté de deux clarines munies de leur courroie d'argent, celle de dextre en bande et celle de senestre en barre, et en pointe de deux truites de même courbées et affrontées, la seconde renversée, miraillées de sable. |
| Blason de Charmauvillers | Détails | Création de Nicolas Vernot inaugurée par la municipalité le 28 septembre 2013. |

| Blason de Chassagne-Saint-Denis | Blason  | De sinople à l’aigle d’or.                       |
| Blason de Chassagne-Saint-Denis | Détails | Le statut officiel du blason reste à déterminer. |

| Blason de Chevigney-lès-Vercel | Blason  | Écartelé : aux 1er & 4e d'argent à la fasce de gueules chargée de trois roses d'or, au 2d d'azur au losange d'or, au 3e d'azur à trois bandes d'or. |
| Blason de Chevigney-lès-Vercel | Détails | Le statut officiel du blason reste à déterminer. |

| Blason de Chevroz | Blason  | De gueules à une roue de moulin d'argent.        |
| Blason de Chevroz | Détails | Le statut officiel du blason reste à déterminer. |

| Blason à dessiner | Blason  | De sinople à la bande ondée d'azur bordée d'or et chargée d'une truite du même, accompagnée en chef d'un pigeonnier d'or, ouvert, ajouré et maçonné de sable, essoré de gueules et en pointe d'une grappe de raisin de gueules tigée et feuillée d'or; le tout sommé d'un comble d'argent chargé de l'inscription « Chouzelot » de sable. |
| Blason à dessiner | Détails | Le statut officiel du blason reste à déterminer. |

| Blason de Cléron | Blason  | De gueules à la croix tréflée cantonnée de quatre croisettes aussi tréflées, le tout d’argent. |
| Blason de Cléron | Détails | Le statut officiel du blason reste à déterminer.                                               |

| Blason de Clerval | Blason  | De gueules à deux clefs en sautoir aux pannetons tournés vers l'extérieur et vers le haut, l'une d'or, l'autre d'argent, brochant sur un briquet de Bourgogne de sable et surmontées d'un soleil d'or,. |
| Blason de Clerval | Détails | Différences entre dessin et blasonnement : le briquet est dessiné d'or, mais blasonné de sable. La ville exploite un blason ou celui-ci est en ombre, tandis que l'Armorial de France donne celui-ci d'argent, et que l'Armorial d'Hozier le place en pointe de l'écu ... Le statut officiel du blason reste à déterminer. |

| Blason de Cluse-et-Mijoux (La) | Blason  | D'azur fretté d'or.                              |
| Blason de Cluse-et-Mijoux (La) | Détails | Le statut officiel du blason reste à déterminer. |

| Blason de Colombier-Fontaine | Blason  | D’argent à la croix de gueules cantonnée en chef de deux colombes affrontées du même.             |
| Blason de Colombier-Fontaine | Détails | Colombier-Fontaine : Armes parlantes. (colombes) Le statut officiel du blason reste à déterminer. |

| Blason de Combes (Les) | Blason  | Écartelé : au 1er d’azur à la Vierge de pitié d’or, au 2d d’or au dragon de sable éployé en pal, au 3e d'azur à la tête de vache d'or, au 4e d'or à la roue de moulin de sable ; à la fasce ondée d’argent brochant sur la partition. |
| Blason de Combes (Les) | Détails | Le statut officiel du blason reste à déterminer. |

| Blason de Côtebrune | Blason  | De gueules au sautoir d’or chargé de cinq étoiles d’argent.                                                                                                 |
| Blason de Côtebrune | Détails | * Il y a là non-respect de la règle de contrariété des couleurs : ces armes sont fautives (argent sur or). Le statut officiel du blason reste à déterminer. |

| Blason de Courcelles-les-Quingey | Blason  | Semis de billettes au lion couronné brochant.    |
| Blason de Courcelles-les-Quingey | Détails | Le statut officiel du blason reste à déterminer. |

| Blason de Courcelles-lès-Montbéliard | Blason  | Taillé d’argent à la montagne de sinople ombrée de sable, et d’argent à la grappe de raisin de pourpre et à la feuille de vigne renversée partie de sable et de sinople brochant en pointe; à la barre de gueules brochant sur la partition, celle-ci chargée de deux bars adossés d’or posés dans le sens de la barre. |
| Blason de Courcelles-lès-Montbéliard | Détails | Le statut officiel du blason reste à déterminer. |

| Blason de Courchapon | Blason  | De gueules au sautoir écoté d'or, à une roue de moulin de sable brochant sur le tout. |
| Blason de Courchapon | Détails | Armes de la famille de Saint-Claude, visibles sur un vitrail de la chapelle des Moines, auxquelles fut ajoutée une roue de moulin représentant les anciens moulins de la commune. Le statut officiel du blason reste à déterminer. |

| Blason de Courtefontaine | Blason  | De sinople à deux jumelles d’argent, au pic de mineur du même brochant en pal. |
| Blason de Courtefontaine | Détails | Le statut officiel du blason reste à déterminer.                               |

| Blason de Crosey-le-Grand | Blason  | D'argent à l’ours de sable lampassé de gueules.  |
| Blason de Crosey-le-Grand | Détails | Le statut officiel du blason reste à déterminer. |

| Blason de Crosey-le-Petit | Blason  | D'argent à l’ours de sable lampassé de gueules.  |
| Blason de Crosey-le-Petit | Détails | Le statut officiel du blason reste à déterminer. |

| Blason de Cusance | Blason  | D'or à l'aigle de gueules.                                                       |
| Blason de Cusance | Détails | Armes des seigneurs de Cusance. Le statut officiel du blason reste à déterminer. |

Pas d'information pour les communes suivantes :  Cademène, Cernay-l'Église, Cessey, Chalèze, Chamesey, Chamesol, Champvans-les-Moulins, Chapelle-d'Huin, Chapelle-des-Bois, Charbonnières-les-Sapins, Charnay (Doubs), Chasnans, Châteauvieux-les-Fossés, Châtelblanc, Châtillon-Guyotte, Châtillon-le-Duc, Châtillon-sur-Lison, Chaucenne, La Chaux (Doubs), Chaux-lès-Clerval, Chaux-lès-Passavant, Chaux-Neuve, Chay, Chazot, Chemaudin, La Chenalotte, Chenecey-Buillon, Chevigney-sur-l'Ognon, La Chevillotte, Consolation-Maisonnettes, Corcelle-Mieslot, Corcelles-Ferrières, Corcondray, Cour-Saint-Maurice, Courtetain-et-Salans, Courvières, Le Crouzet, Crouzet-Migette, Cubrial, Cubry, Cuse-et-Adrisans, Cussey-sur-l'Ognon, Cussey-sur-Lison
- Haut – A
- B
- C
- D
- E
- F
- G
- H
- I
- J
- K
- L
- M
- N
- O
- P
- Q
- R
- S
- T
- U
- V
- W
- X
- Y
- Z

## D
| Blason de Dambelin | Blason  | D'or à trois macles de sable.                    |
| Blason de Dambelin | Détails | Le statut officiel du blason reste à déterminer. |

| Blason de Dambenois | Blason  | Écartelé: au 1er de gueules, à deux barres d'argent, au 2e d'or au bûcheron, issant du coupé par les genoux, habillé d'une chemise d'argent au baudrier de gueules, d'un haut-de-chausses de sable, coiffé d'un chapeau du même, tenant une hache levée de sable, et posé devant un tronc d'arbre de gueules, d’où pousse une branche feuillée de sinople, à senestre, au 3e de sable au bûcheron contourné issant de la pointe par les genoux, habillé d'une chemise d'argent au baudrier de gueules, d'un haut-de-chausses d'or, coiffé d'un chapeau du même, tenant une hache levée d'or et posé devant un tronc d'arbre de gueules, d’où pousse une branche feuillée de sinople, à dextre, au 4e de sable, à deux barres d'or. Devise / CriDominus benignus |
| Blason de Dambenois | Détails | Le statut officiel du blason reste à déterminer. |

| Blason de Dammartin-les-Templiers | Blason  | D’or à la croix pattée de gueules à huit pointes, taillé nuagé de cinq pièces de sinople |
| Blason de Dammartin-les-Templiers | Détails | Le statut officiel du blason reste à déterminer.                                         |

| Blason de Dampierre-les-Bois | Blason  | Coupé : au 1er parti au I d'or à trois demi-ramures de sables posées en fasce et rangées en pal, au II de gueules à deux bars d'or adossés en pal, au 2e d'azur à la forêt isolée et terrassée de sinople* accompagnée en pointe d'une roue à aubes d'argent brochant sur des ondes du même mouvant de la pointe. |
| Blason de Dampierre-les-Bois | Détails | * Ces armes emploient le terme « cousu » dans le seul but de contrevenir à la règle de contrariété des couleurs : elles sont fautives (sinople sur azur). Adopté par la municipalité. |

| Blason de Dampierre-sur-le-Doubs | Blason  | De gueules à deux clés d'argent en sautoir accompagnées en chef d'une fleur de lis d'or. |
| Blason de Dampierre-sur-le-Doubs | Détails | Le statut officiel du blason reste à déterminer.                                         |

| Blason de Dampjoux | Blason  | Mi-parti d’azur billeté d’or au lion du même brochant sur le tout, et de gueules à la clé contournée d’argent ; sur le tout d’azur au seau d’or cerclé du même. |
| Blason de Dampjoux | Détails | Le statut officiel du blason reste à déterminer. |

| Blason de Damprichard | Blason  | Écartelé : au 1er d'azur billeté d'or, au lion issant et couronné du même, armé et lampassé de gueules, brochant sur le semé ; au 2d d'argent à un sapin de sinople fûté de sable; au 3e d'or à une roue d'horlogerie dentée de sable; au 4e de gueules à un rencontre de bœuf d'argent. |
| Blason de Damprichard | Détails | Le statut officiel du blason reste à déterminer. |

| Blason de Devecey | Blason  | Un cœur transpercé de deux flèches basses passées en sautoir. |
| Blason de Devecey | Détails | Le statut officiel du blason reste à déterminer.              |

| Blason de Dompierre-les-Tilleuls | Blason  | Parti en feuille de tilleul : au 1er de gueules à la clé d’or, au 2e d’or plain.                                 |
| Blason de Dompierre-les-Tilleuls | Détails | Dompierre-les-Tilleuls : Armes parlantes. (feuilles de tilleul) Le statut officiel du blason reste à déterminer. |

| Blason de Domprel | Blason  | De sable à la bande ondée d'argent accompagnée en chef senestre d'un rencontre de bœuf du même. |
| Blason de Domprel | Détails | Le statut officiel du blason reste à déterminer.                                                |

| Blason de Doubs | Blason  | Palé contre-palé d'or et de gueules. |
| Blason de Doubs | Détails | Le site de la commune donne d'or et de gueules et les panneaux de rue les couleurs inverses. Le statut officiel du blason reste à déterminer. |

| Blason de Dung | Blason  | D’azur à la bande cousue de gueules chargée de quatre clous de la Passion d’or, posés en pal, accompagnée en chef de deux bars adossés d’or, à dextre d’un moulin d’argent essoré de gueules et avec sa roue de sable et en pointe d’un berger d’argent adextré d’une chèvre contournée du même. |
| Blason de Dung | Détails | * Il y a là non-respect de la règle de contrariété des couleurs : ces armes sont fautives (gueules sur azur). Le statut officiel du blason reste à déterminer. |

Pas d'information pour les communes suivantes :  Dannemarie (Doubs), Dannemarie-sur-Crète, Dasle, Deluz, Désandans, Déservillers, Dommartin (Doubs), Durnes
- Haut – A
- B
- C
- D
- E
- F
- G
- H
- I
- J
- K
- L
- M
- N
- O
- P
- Q
- R
- S
- T
- U
- V
- W
- X
- Y
- Z

## E
| Blason de Échenans | Blason  | Tranché d’argent au loup passant en bande d’or, et de gueules au loup passant en bande d’argent.                                                            |
| Blason de Échenans | Détails | * Il y a là non-respect de la règle de contrariété des couleurs : ces armes sont fautives (or sur argent). Le statut officiel du blason reste à déterminer. |

| Blason de Écot | Blason  | Écartelé au 1er et 4e d’or aux deux écots de sable passés en sautoir, au 2d de gueules à la bande d’argent, au 3e d’azur à la crosse d’argent. |
| Blason de Écot | Détails | Armes parlantes. Le statut officiel du blason reste à déterminer.                                                                              |

| Blason de Épenoy | Blason  | De gueules à trois croissants d’argent.          |
| Blason de Épenoy | Détails | Le statut officiel du blason reste à déterminer. |

| Blason de Épeugney | Blason  | Coupé enclavé vers la pointe de deux pièces en rais ondoyants d'azur et d'or, à trois arbres rangés en fasce de l'un en l'autre, ceux de dextre et senestre mouvant des flancs, les racines côtoyant les rais. |
| Blason de Épeugney | Détails | Adopté en juillet 2022. |

| Blason de Étalans | Blason  | Tranché d’argent au lion de sable, armé et lampassé de gueules, et d’or aux deux bars adossés d’azur ; à la bande de gueules brochant sur la partition ; au franc-canton d’azur brochant sur le tout. |
| Blason de Étalans | Détails | * Il y a là non-respect de la règle de contrariété des couleurs : ces armes sont fautives (azur sur gueules). Le statut officiel du blason reste à déterminer.                                        |

| Blason de Étouvans | Blason  | Écartelé : au 1er d'or à trois demi-ramures de sable, posées en fasce et rangées en pal, au 2e d'azur semé de billettes d'or, au lion du même brochant, au 3e de gueules à deux bars adossés d'or, au 4e de gueules à deux clés d'argent passées en sautoir et surmontées d'une fleur de lys d'or ; à la vergette de sable brochant sur la partition. Ornements extérieursCroix de guerre 1939-1945 |
| Blason de Étouvans | Détails | Adopté par la municipalité le 10 décembre 2014. |
| Blason de Étouvans | Alias   | Parti : au 1er de gueules à deux bars adossés d'argent, au 2e d'azur à deux clés d'or passées en sautoir et surmontées d'une fleur de lys d'argent ; à la vergette de sable brochant sur la partition,. Adopté par la municipalité en octobre 1999. |

| Blason de Étrabonne | Blason  | Coupé voûté et haussé: au 1er d'azur à la comète d'argent posée en fasce, au 2e d'or au lion d'azur. Devise / Cri« astra bona me ducit » (la bonne étoile me conduit). |
| Blason de Étrabonne | Détails | Création N. Vernot, adopté le 2 juin 2003. |

| Blason de Étray | Blason  | D'or à la fasce de sable, à la croix estrée terminée en feuilles de tilleul, anglée de branchettes de pin unies à elle, de sinople, brochant sur le tout, chaque feuille et bras chargés d'une croisette recroisetée au pied fiché du champ. Devise / CriBonne estrée, halte belle » |
| Blason de Étray | Détails | Étray : Armes parlantes (croix estrez). Le statut officiel du blason reste à déterminer. |

| Blason de Étupes | Blason  | De gueules à deux bars d’argent adossés à un chef de même, chargé de trois monts à six coupeaux du champ,. |
| Blason de Étupes | Détails | Le statut officiel du blason reste à déterminer.                                                           |

| Blason de Exincourt | Blason  | Écartelé : au 1er d’argent aux trois billettes d’or rangées en barre, au 2d d’or aux trois colombes montantes d’argent posées et rangées en bande, au 3e d’or au sénat (insigne) d’argent, au 4e d’argent au pic de mineur contourné adextré d’une gerbe et senestré d’une bobine, le tout d’or ; sur le tout de gueules aux deux bars adossés d’or. |
| Blason de Exincourt | Détails | * Il y a là non-respect de la règle de contrariété des couleurs : ces armes sont fautives (or sur argent, et argent sur or). Le statut officiel du blason reste à déterminer. |

Pas d'information pour les communes suivantes :  Échay, Échevannes (Doubs), École-Valentin, Les Écorces, L'Écouvotte, Écurcey, Émagny, Épenouse, Esnans, Éternoz, Étrappe, Évillers, Eysson
- Haut – A
- B
- C
- D
- E
- F
- G
- H
- I
- J
- K
- L
- M
- N
- O
- P
- Q
- R
- S
- T
- U
- V
- W
- X
- Y
- Z

## F
| Blason de Ferrières-les-Bois | Blason  | Mi-coupé en chef, parti d'un quart, recoupé en cœur : au 1) d'or à la bouterolle de sable à senestre, au 2) de sinople à la roue de moulin d'or. |
| Blason de Ferrières-les-Bois | Détails | Le statut officiel du blason reste à déterminer.                                                                                                 |

| Blason de Fertans | Blason  | D'argent à la fasce d'azur chargée de trois étoiles d'or. |
| Blason de Fertans | Détails | Le statut officiel du blason reste à déterminer.          |

| Blason de Fesches-le-Châtel | Blason  | Coupé ondé : au 1er de gueules à la tour donjonnée de trois étages sur un soubassement mouvant du coupé, le tout d'or, au 2e d’azur à deux fasces ondées d’argent, le tout enfermé dans une filière d’or. |
| Blason de Fesches-le-Châtel | Détails | Le statut officiel du blason reste à déterminer. |

| Blason de Fessevillers | Blason  | Coupé d'azur chargé à dextre d'un soleil d'or et à senestre d'une croix potencée et alésée d'argent cantonnée de quatre croisettes du même, et de sinople à la roue de moulin d'argent. |
| Blason de Fessevillers | Détails | Le statut officiel du blason reste à déterminer. |

| Blason de Feule | Blason  | Tiercé en pairle renversé : au 1er de sinople à un hêtre arraché d'argent, au 2e d'or à un lion d'azur armé de gueules, au 3e d'azur à trois fasces ondées d'argent. |
| Blason de Feule | Détails | Le statut officiel du blason reste à déterminer. |

| Blason de Fins (Les) | Blason  | D’azur à la croix d’argent.                      |
| Blason de Fins (Les) | Détails | Le statut officiel du blason reste à déterminer. |

| Blason de Flagey-Rigney | Blason  | De gueules à trois épis tigés d'or mouvant d'un mont de trois coupeaux de sinople. |
| Blason de Flagey-Rigney | Détails | Armoiries adoptées par la commune en novembre 2015. * Il y a là non-respect de la règle de contrariété des couleurs : ces armes sont fautives (sinople sur gueules). Le statut officiel du blason reste à déterminer. |

| Blason de Fontain | Blason  | De gueules à la bande d'or, aux deux fontaines de sable sur une base du même brochant, l'eau d'azur jaillisant de la première vers dextre et de la seconde vers senestre, au chêne arraché de sinople brochant sur le tout. |
| Blason de Fontain | Détails | Fontain : Armes parlantes (fontaine). Le statut officiel du blason reste à déterminer. |

| Blason de Fourg | Blason  | Parti de sinople à la colonne du lieu d'argent, et du même au crosseron de gueules ; le tout sommé d'un chef d'azur semé de billettes d'or au lion brochant issant du même. |
| Blason de Fourg | Détails | Création de Jean-François Binon, composées et adoptées par la commune en novembre 2015.                                                                                     |

| Blason de Fourgs (Les) | Blason  | D'azur à la croisette pattée d'or surmontée d'un huchet du même, virolé de gueules, et soutenue d'un alérion d'argent. |
| Blason de Fourgs (Les) | Détails | Le statut officiel du blason reste à déterminer.                                                                       |

| Blason de Frasne | Blason  | D'or chargé en chef d'un écusson de gueules à la bande d'or, flanqué de deux sapins de sinople fustés de sable, à la terrasse ondée d'azur. |
| Blason de Frasne | Détails | Le statut officiel du blason reste à déterminer.                                                                                            |

Pas d'information pour les communes suivantes : Faimbe, Fallerans, Ferrières-le-Lac, Flagey (Doubs), Flangebouche, Fleurey, Fontaine-lès-Clerval, Fontenelle-Montby, Les Fontenelles, Fontenotte, Foucherans (Doubs), Fourbanne, Fourcatier-et-Maison-Neuve, Fournet-Blancheroche, Fournets-Luisans, Frambouhans, Franey, Franois, Froidevaux, Fuans
- Haut – A
- B
- C
- D
- E
- F
- G
- H
- I
- J
- K
- L
- M
- N
- O
- P
- Q
- R
- S
- T
- U
- V
- W
- X
- Y
- Z

## G
| Blason de Geneuille | Blason  | D'argent à la fasce de sable, accompagnée de trois têtes d'aigles arrachées contournées du même. Devise / Cri'Quo tutius quo melius (Quand on a tout c'est mieux) |
| Blason de Geneuille | Détails | Armes des seigneurs Cabet, premiers seigneurs de la commune. Adopté par la municipalité.                                                                          |

| Blason de Geney | Blason  | Tiercé en pairle renversé: au 1 de gueules à un branchage de genêt de sinople fleurie d'or, au 2 d'or à une épée basse d'argent posée en bande et ferue dans un manteau de gueules, au 3 d'azur à une étoile d'argent. |
| Blason de Geney | Détails | Création J-F Binon. Armes parlantes. Le statut officiel du blason reste à déterminer. |

| Blason de Gilley | Blason  | D’or à l’orme arraché de sinople.                |
| Blason de Gilley | Détails | Le statut officiel du blason reste à déterminer. |

| Blason de Glamondans | Blason  | Coupé d'azur au dextrochère armé, tenant une flèche basse, posée en bande, mouvant d'une nuée, le tout d'or mouvant de l'angle dextre du chef ; et d'argent au chevron de sable accompagné, en chef, de deux quintefeuilles de gueules, boutonnées du champ, tigées et feuillées de deux pièces de sinople et, en pointe, d'un arbre du même . |
| Blason de Glamondans | Détails | Reprise des armes du baron Daclin, propriétaire du prieuré de Vuillorbe, qui sont présentes sur les vitraux de l'église. La municipalité l'affiche sur son site glamondans.fr Le statut officiel du blason reste à déterminer. |

| Blason de Glay | Blason  | D'azur à la fleur de narcisse (nivéole?) d'argent tigée et feuillée de deux pièces de sinople accompagnée en pointe à dextre d'une roue de moulin d'argent et à senestre de l'église du lieu du même, le clocher essoré d'or, toutes deux posées sur une terrasse d'or; à deux versants de montagne de sinople mouvant des flancs et brochant sur le tout; à la champagne d'azur chargée d'une truite d'argent picotée de gueules. |
| Blason de Glay | Détails | * Il y a là non-respect de la règle de contrariété des couleurs : ces armes sont fautives (sinople sur azur). Le statut officiel du blason reste à déterminer. |

| Blason de Gonsans | Blason  | D’or à la bande de gueules chargée de trois roses d’argent |
| Blason de Gonsans | Détails | Le statut officiel du blason reste à déterminer.           |

| Blason de Goumois | Blason  | Écartelé en sautoir: au 1er d'azur à l'étoile de six rais d'or, les 2e, 3e et 4e de gueules plain; à deux bars adossés d'or brochant sur le tout.                                               |
| Blason de Goumois | Détails | Ces armes, appartenant aux seigneurs de Franquemont, sont antérieures à la règle de contrariété des couleurs et sont donc tolérées par défaut. Le statut officiel du blason reste à déterminer. |

| Blason de Goux-lès-Dambelin | Blason  | Parti: au 1) de gueules à une nef d'or habillée et flammée d'argent, au 2) d'argent à trois fasces ondées d'azur; le tout au chef d'azur semé de billettes d'or et au lion issant du même. |
| Blason de Goux-lès-Dambelin | Détails | Adopté en ?? mais confirmé en 2024. |

| Blason de Goux-les-Usiers | Blason  | Parti : au 1er de gueules à l'épée basse d'argent, au 2d d'argent au sapin au naturel ; au chef d'azur semé de billettes d'or, au lion brochant issant du même. |
| Blason de Goux-les-Usiers | Détails | Adopté en ??. |

| Blason de Grand-Charmont | Blason  | D’or semé de feuilles de chêne d’argent, au chevreuil bondissant de sable brochant ; à la champagne de sinople chargée d’un pal cousu de gueules surchargé de deux bars adossés d’argent. |
| Blason de Grand-Charmont | Détails | * Il y a là non-respect de la règle de contrariété des couleurs : ces armes sont fautives (argent sur or et gueules sur sinople). Le statut officiel du blason reste à déterminer.        |

| Blason de Grand'Combe-Châteleu | Blason  | D'azur à la ruche d'or sur un plateau de gueules, entourée d'abeilles d'or volant en nombre.                                                                                          |
| Blason de Grand'Combe-Châteleu | Détails | Le statut officiel du blason reste à déterminer. |
| Blason de Grand'Combe-Châteleu | Alias   | D'argent à une ruche d'or ° accompagnée de douze abeilles du même en orle. * Il y a là non-respect de la règle de contrariété des couleurs : ces armes sont fautives (or sur argent). |

| Blason de Grand'Combe-des-Bois | Blason  | D’or aux deux versants de montagne de sinople mouvant des flancs et de la pointe, formant une gorge en chevron renversé. |
| Blason de Grand'Combe-des-Bois | Détails | Le statut officiel du blason reste à déterminer.                                                                         |

| Blason de Grange (La) | Blason  | D’azur au sautoir d’or cantonné aux flancs de deux épis de blé feuillés du même, au bâton prieural de sable brochant sur le tout. |
| Blason de Grange (La) | Détails | Le statut officiel du blason reste à déterminer.                                                                                  |

| Blason de Granges-Narboz | Blason  | Coupé en cime de sapin d'argent et de sinople, à l'écureuil assis, contourné, tenant une pomme de pin d'or, brochant en pointe sur le tout. |
| Blason de Granges-Narboz | Détails | Le statut officiel du blason reste à déterminer.                                                                                            |

| Blason de Grosbois | Blason  | De sinople diapré en nervure de bois vue de bout, au franc canton d'argent brochant, chargé de deux fermaux à l'antique de gueules rangés en bande et à la filière de sable |
| Blason de Grosbois | Détails | Armes parlantes (par le diapré en nervure de bois). officiel depuis date inconnue                                                                                           |

Pas d'information pour les communes suivantes : Gellin, Gémonval, Gennes (Doubs), Germéfontaine, Germondans, Gevresin, Glère, Gondenans-les-Moulins, Gondenans-Montby, Gouhelans, Goux-sous-Landet, Grandfontaine (Doubs), Grandfontaine-sur-Creuse, Les Grangettes, Les Gras, Le Gratteris, Guillon-les-Bains, Guyans-Durnes, Guyans-Vennes
- Haut – A
- B
- C
- D
- E
- F
- G
- H
- I
- J
- K
- L
- M
- N
- O
- P
- Q
- R
- S
- T
- U
- V
- W
- X
- Y
- Z

## H
| Blason de Hérimoncourt | Blason  | De gueules au griffon aux ailes de dragon d'or; à la filière du même. |
| Blason de Hérimoncourt | Détails | Le statut officiel du blason reste à déterminer.                      |

| Blason de Hôpital-du-Grosbois (L’) | Blason  | Coupé d'un parti de gueules à la croix de Malte pommetée d’argent, et d’azur à la colombe du Saint-Esprit d’argent brochant sur un anneau du même ; et d’or au coupeau de sable adextré d’un sapin et senestré d’un chêne, le tout de sinople. |
| Blason de Hôpital-du-Grosbois (L’) | Détails | Le statut officiel du blason reste à déterminer. |

| Blason de Hôpitaux-Vieux (Les) | Blason  | Tiercé en pairle renversé : au1) de gueules à la bande accompagnée en chef d'une branche de laurier posée en bande et en pointe d'une croisette latine, le tout d'or ; au 2) d'argent au sapin de sinople, au 3) d'azur billeté d'or, au lion couronné du même, armé et lampassé de gueules, brochantr.      |
| Blason de Hôpitaux-Vieux (Les) | Détails | Création JF Binon : Le 1) évoque la maison de Chalon, brisée de la palme de sainte Philomène, le sapin au 2) les bois environnants, le 3) la Franche-Comté. Le choix d'un pairle renversé plutôt qu'un pairle standard permet d'évoquer le Mont de l'Herba. Le statut officiel du blason reste à déterminer. |

| Blason de Hyémondans | Blason  | D’azur à six besants d’argent ordonnés 3, 2 et 1, au chef d’or chargé d’une croisette ancrée de gueules. |
| Blason de Hyémondans | Détails | Le statut officiel du blason reste à déterminer.                                                         |

Pas d'information pour les communes suivantes :  Hautepierre-le-Châtelet, Hauterive-la-Fresse, L'Hôpital-Saint-Lieffroy, Les Hôpitaux-Neufs, Houtaud, Huanne-Montmartin, Hyèvre-Magny, Hyèvre-Paroisse
- Haut – A
- B
- C
- D
- E
- F
- G
- H
- I
- J
- K
- L
- M
- N
- O
- P
- Q
- R
- S
- T
- U
- V
- W
- X
- Y
- Z

## I
| Blason de Isle-sur-le-Doubs (L') | Blason  | Parti de gueules à la bande d’argent, et d'un gironné d’argent et de sable ; sur le tout d’argent à trois fasces de gueules. |
| Blason de Isle-sur-le-Doubs (L') | Détails | Le statut officiel du blason reste à déterminer.                                                                             |

| Blason de Issans | Blason  | Tiercé en pairle renversé : au 1er d'or au coucou d'argent posé sur une branche alésée du même, au 2e de gueules à deux bars adossés d'or, au 3e de sinople plain. |
| Blason de Issans | Détails | * Il y a là non-respect de la règle de contrariété des couleurs : ces armes sont fautives (argent sur or). Élaboré par M. Camille Heidet et adopté en 1994.        |

Pas d'information pour  Indevillers

## J
| Blason de Jallerange | Blason  | Tranché ondé: au 1er mi-tranché d'azur semé de billettes d'or au lion du même, au 2e de sinople à la grappe de raisin pamprée d'argent. |
| Blason de Jallerange | Détails | Le statut officiel du blason reste à déterminer.                                                                                        |

| Blason de Jougne | Blason  | Parti de gueules à l’épée renversée d’argent, et du même à la clé renversée de gueules. |
| Blason de Jougne | Détails | Le statut officiel du blason reste à déterminer.                                        |

## L
| Blason de Labergement-du-Navois | Blason  | De sinople au loup passant d'argent ; chapé du même, chargé de deux étoiles à six rais de sable. |
| Blason de Labergement-du-Navois | Détails | Le statut officiel du blason reste à déterminer.                                                 |

| Blason de Laire | Blason  | Parti d’argent et de gueules, à deux branches de sinople, passées en sautoir et mouvant chacune d’un angle de la pointe, brochant sur le parti, celle en bande de chêne fruitée de trois pièces d’or, les cupules de gueules, celle en barre d’alisier torminal fleurie de trois pièces d’argent, boutonnées d’or, le tout accompagné en chef de deux bars adossés de l’un en l’autre et en pointe du clocheton de la mairie du lieu sommé de son coq, le tout d’azur, mouvant de la pointe et brochant sur le parti, ajouré d’or, le cadran d’horloge du même. Ornements extérieursCroix de guerre 1939-1945 Devise / Cri'Aut concordia, aut robore (Soit par un bon accord, soit par la résistance) |
| Blason de Laire | Détails | Le parti évoque le partage du village entre deux seigneuries : le gueules et l'argent sont empruntés aux armes des seigneurs d'Héricourt et les bars à celles des comtes de Montbéliard. Le chêne, symbole de résistance et l'alisier, symbole de concorde sont aussi évoqués dans la devise. Création de Nicolas Vernot adoptée le 28 janvier 2013. |

| Blason de Laissey | Blason  | D’argent à la paire de tenailles ouverte de sable, mantelé de gueules chargé d’un pont droit alésé à deux piles d’or. |
| Blason de Laissey | Détails | Le statut officiel du blason reste à déterminer.                                                                      |

| Blason de Lanans | Blason  | De gueules au sautoir d'argent à la bordure d'or.                                            |
| Blason de Lanans | Détails | Armes de la famille seigneuriale de Lanans. Le statut officiel du blason reste à déterminer. |

| Blason de Lantenne-Vertière | Blason  | Tiercé en chevron d'argent, de gueules et de sable, le tout chargé de deux bannières carrées adossées, à dextre de sable à la croix d'argent, à senestre de gueules au sautoir écoté d'or, les hampes ferrées d'or, mouvant de la pointe ; au bouquet de trois épis de blé tigés et feuillés d'or, mouvant de la pointe surbrochant sur le tout. |
| Blason de Lantenne-Vertière | Détails | La première bannière est aux armes des sires de Lantenne, et la seconde à la famille de Saint-Claude, tous deux anciens seigneurs du village. Création de Nicolas Vernot adoptée en 2012. |

| Blason de Lanthenans | Blason  | D'azur à une nef d'or habillée d'argent.         |
| Blason de Lanthenans | Détails | Le statut officiel du blason reste à déterminer. |

| Blason de Lavernay | Blason  | Tranché au 1er d'argent à un verne (aulne) arraché au naturel, au 2d de gueules à un puits d'or maçonné de sable, et brochant sur le tranché au franc-canton d'azur semé de billettes d'or, au lion couronné du même armé et lampassé de gueules brochant sur le semé. Armes parlantes (Verne/Lavernay). |
| Blason de Lavernay | Détails | Les trois couleurs évoquent l'appartenance à la France et le franc-canton à la Franche-Comté. L'aulne (ou verne) rappelle le nom de la commune et le puits les eaux souterraines qui alimentent le village. Création de Patrick Dambre adoptée le 26 juin 2020.                                          |

| Blason de Laviron | Blason  | D'or à la fasce d'azur, à la cotice de sable brochant sur le tout. |
| Blason de Laviron | Détails | Le statut officiel du blason reste à déterminer.                   |

| Blason de Liebvillers | Blason  | De gueules à la roue de moulin d'argent, remplie d'or, à quatre rais en sautoir d'azur bordés d'argent, le moyeu circulaire du même percé en carreau du champ, l'or chargé, en chef, d'un masque de renard de gueules et d'une queue de renard du même, mouvant à senestre de la tête et brochant en bande sur le rai supérieur et, en pointe, de deux glands d'argent, feuillés de sinople à dextre, la feuille brochant en bande sur le rai inférieur ; la roue surmontée du nom de la localité en lettres capitales d'argent ; le tout enfermé dans une filière du même. |
| Blason de Liebvillers | Détails | Le statut officiel du blason reste à déterminer. |

| Blason de Liesle | Blason  | D’argent à trois fasces de gueules.              |
| Blason de Liesle | Détails | Le statut officiel du blason reste à déterminer. |

| Blason de Lods | Blason  | Écartelé : au 1er d’or fretté de sable, au 2d de gueules à la roue de moulin d'or accompagnée en pointe d’une onde d’argent, au 3e de gueules à la grappe de raisin d’or, tigée et feuillée de sinople, au 4e d'argent aux trois bandes de sable, au chef du même chargé de trois croissants du champ. |
| Blason de Lods | Détails | Le statut officiel du blason reste à déterminer. |

| Blason de Lombard | Blason  | De gueules à la bande d'or accompagnée de deux coquilles d'argent. |
| Blason de Lombard | Détails | Le statut officiel du blason reste à déterminer.                   |

| Blason de Longevelle-sur-Doubs | Blason  | De gueules à la bande d'or; au franc-canton d'azur. |
| Blason de Longevelle-sur-Doubs | Détails | Le statut officiel du blason reste à déterminer.    |

| Blason de Longeville (La) | Blason  | Coupé mi-parti en pointe : au 1) de gueules à une volute de crosse (ou crosseton) à dextre et à un casque d'argent taré de profil à senestre; au 2) d'azur à trois coupeaux d'argent rangés en fasce, le central sommés d'un sapin du même, au 3) de sinople à la fasce ondée d'argent; le tout au chef d'azur à l'inscription "La Longeville" en lettre d'argent. |
| Blason de Longeville (La) | Détails | Le statut officiel du blason reste à déterminer. |

| Blason de Lougres | Blason  | Coupé d'un parti de gueules à deux bars adossés d'or et d'azur à une fontaine d'argent, et de sinople à la roue de moulin d'or,. |
| Blason de Lougres | Détails | Le statut officiel du blason reste à déterminer.                                                                                 |

Pas d'information pour les communes suivantes :  Labergement-Sainte-Marie, Landresse, Larnod, Laval-le-Prieuré, Lavans-Quingey, Lavans-Vuillafans, Levier (Doubs), Lizine, Lomont-sur-Crête, Longechaux, Longemaison, Longevelle-lès-Russey, Longeville, La Longeville, Longevilles-Mont-d'Or, Loray, Le Luhier, Luxiol
- Haut – A
- B
- C
- D
- E
- F
- G
- H
- I
- J
- K
- L
- M
- N
- O
- P
- Q
- R
- S
- T
- U
- V
- W
- X
- Y
- Z

## M
| Blason de Maîche | Blason  | D'azur au chevron d'argent accompagné en chef à dextre d'une roue dentée, en chef à senestre d'un fer à cheval tourné en barre et en pointe d'une rose, le tout d'or ; à la bordure du champ chargée de dix-huit besants aussi d'or. |
| Blason de Maîche | Détails | Le statut officiel du blason reste à déterminer. |

| Blason de Maisons-du-Bois-Lièvremont | Blason  | D'azur au chevron d’argent accompagné de trois besants d’or. |
| Blason de Maisons-du-Bois-Lièvremont | Détails | Le statut officiel du blason reste à déterminer.             |

| Blason de Malans | Blason  | Parti de gueules et d'or, à la roue de moulin brochant de l'un en l'autre. |
| Blason de Malans | Détails | Le statut officiel du blason reste à déterminer.                           |

| Blason de Malbuisson | Blason  | Écartelé : au premier et au quatrième tranché d'argent et de sinople au tourteau-besant tranché d'azur et d'argent brochant sur la partition ; au deuxième de gueules à la crosse d'argent mouvant de la pointe ; au troisième d'or au feu allumé de gueules,. |
| Blason de Malbuisson | Détails | Le statut officiel du blason reste à déterminer. |

| Blason de Malpas | Blason  | De sinople à la pile diminuée d'argent, touchant la pointe, accostée en chef de deux besants d'or. |
| Blason de Malpas | Détails | Le sinople représente la forêt, coupée par la pile d’argent qui symbolise quant à elle les deux massifs qui entourent le village, celui du « Laveron » et celui de la « Pierre qui tourne ». Les deux besants d’or représentent les impôts que les villageois versaient aux seigneurs de Malpas par le passé. Ceux-ci représentent aujourd'hui l’union des deux hameaux, le Petit Malpas et le Grand Malpas, qui forment la commune actuelle. Armoiries composées par Camille Heidet, adoptées par la municipalité le 5 juin 2015. |

| Blason de Mamirolle | Blason  | Taillé de sinople au chaudron d’or appendu à un crochet et accompagné en chef d’un fromage et en pointe de deux plaquettes de beurre, le tout d’or ; et d’azur à la Vierge à l’Enfant couronnée d’argent. |
| Blason de Mamirolle | Détails | Le statut officiel du blason reste à déterminer. |

| Blason de Mancenans | Blason  | De sinople au pairle d'argent chargé en chef de quatre mouchetures d'hermine de sable posées deux à deux dans le sens du pairle et en pointe d'un étui de crosse de gueules. |
| Blason de Mancenans | Détails | Le statut officiel du blason reste à déterminer. |

| Blason de Mandeure | Blason  | Tiercé en pairle : au 1er d'argent à une abeille d'or, au 2d d'azur à un bar d'argent, au 3e de gueules à un bar d'or, les deux bars adossés,. Devise / CriAquila non capit muscas (l'aigle n'attrape pas de mouches) Exergue : Epomanduodurum |
| Blason de Mandeure | Détails | * Il y a là non-respect de la règle de contrariété des couleurs : ces armes sont fautives (abeille d'or sur champ d'argent). Le statut officiel du blason reste à déterminer.                                                                  |

| Blason de Marchaux-Chaudefontaine | Blason  | Écartelé : au 1er d'or à un hêtre au naturel, au 2e d'azur semé de billettes d'or, à un lion couronné du même, armé et lampassé de gueules, brochant, au 3e de gueules à la bande d'or chargée d'une épée au naturel et côtoyée de deux cotices d'or, au 4e de sinople à une fontaine du lieu d'or jaillissant de deux jets d'azur.                                                                                               |
| Blason de Marchaux-Chaudefontaine | Détails | Armes parlantes (fontaine). Le hêtre est pour la forêt entourant la commune, le deuxième est aux armes de la Franche-Comté, le troisième est aux armes d'ancêtres de la famille de Grammont, auxquelles fut ajoutée une épée, attribut de saint Martin, patron de la paroisse de Marchaux, enfin la fontaine, ici celle de la route de Moncey à Chaudefontaine, est pour les 10 fontaines du village. Adopté le 15 décembre 2020. |

| Blason de Mathay | Blason  | De gueules à la sirène d’argent, couronnée et chevelée d’or, se peignant de la senestre et se regardant dans un miroir aussi d’argent, cerclé et emmanché aussi d’or, qu'elle tient de sa dextre. |
| Blason de Mathay | Détails | Le statut officiel du blason reste à déterminer. |

| Blason de Mazerolles-le-Salin | Blason  | D'azur à la losange d'or chargée d'un dragon éployé de gueules, vomissant des flammes du même, et accompagné de dix cristaux de sel d'argent ordonnés en orle, six en chef et quatre en pointe. Devise / CriHuit Mazerolles, un Salin                  |
| Blason de Mazerolles-le-Salin | Détails | Armes parlantes (cristaux de sel). Le blason évoque le banc de sel gemme qui a donné le nom de la commune, et causé le grand incendie ayant ravagé la commune en 1791. Création Nicolas Vernot, blason adopté le 13 novembre 2013 par la municipalité. |

| Blason de Médière | Blason  | Tranché d'argent au tau de gueules, et de sinople à deux besants d'or rangés en bande. |
| Blason de Médière | Détails | Le statut officiel du blason reste à déterminer.                                       |

| Blason de Mérey-sous-Montrond | Blason  | Parti de gueules aux deux bars adossés d’or, surmontés d’un lambel d’argent et soutenus d’un lys du même ; et d’argent à la crosse de gueules. |
| Blason de Mérey-sous-Montrond | Détails | Le statut officiel du blason reste à déterminer.                                                                                               |

| Blason de Meslières | Blason  | D'azur à deux rochers d'or mouvant des flancs et enserrant une terrasse de sinople sur laquelle sont posées une roue d'engrenage d'argent mouvant du rocher dextre et d'une usine du même mouvant du rocher senestre, surmontées d'une branche de chêne d'or englantée d'argent; le tout posé sur une champagne d'azur chargée d'un poisson d'argent. |
| Blason de Meslières | Détails | Le statut officiel du blason reste à déterminer. |

| Blason de Miserey-Salines | Blason  | Parti d’argent et de sinople, à la silhouette de puits de mine brochant de l’un en l’autre ; au chef du champ chargé de trois feuilles de vigne du second. |
| Blason de Miserey-Salines | Détails | Adopté en décembre 2004. |

| Blason de Moncey | Blason  | Taillé : au 1er mi-taillé d'azur semé de billettes d'or à un lion couronné du même, armé et lampassé de gueules, brochant, au 2d de gueules à une roue de moulin d'or. |
| Blason de Moncey | Détails | Le statut officiel du blason reste à déterminer. |
| Blason de Moncey | Alias   | D'or à une enclume de gueules surmontée d'un marteau contourné et posé en fasce, le tout de gueules ; au chef d'azur à un triskel d'argent amputé de sa jambe du chef. |

| Blason de Montbéliard | Blason  | À la croix d'argent chargée d'une étoile d'azur à six rais, cantonnée au 1er et 4e d'or à trois demi-ramures de cerf de sable posées en fasce et rangées en pal, au 2d et 3e de gueules à deux bars adossés d'or. |
| Blason de Montbéliard | Détails | Le statut officiel du blason reste à déterminer. |

| Blason de Montbenoit | Blason  | D’azur à l’évêque d’or sur une terrasse du même. |
| Blason de Montbenoit | Détails | Le statut officiel du blason reste à déterminer. |

| Blason de Montenois | Blason  | Écartelé en sautoir de gueules à deux bars adossés d’or, et de sinople à deux fléaux à céréales d’or passés en sautoir, le tout couché ceux du second contournés ; sur le tout d’azur semé de billettes d’argent au lion d’or brochant. |
| Blason de Montenois | Détails | Le statut officiel du blason reste à déterminer. |

| Blason de Montfaucon | Blason  | De gueules à deux bars adossés d’or.             |
| Blason de Montfaucon | Détails | Le statut officiel du blason reste à déterminer. |

| Blason de Montferrand-le-Château | Blason  | D’azur semé de billettes d’or, au lion couronné du même, armé de sable et lampassé de gueules brochant. |
| Blason de Montferrand-le-Château | Détails | Le statut officiel du blason reste à déterminer.                                                        |

| Blason de Montgesoye | Blason  | De gueules au chef denché de quatre pièces d’or, chargé de quatre croisettes recroisetées du champ. |
| Blason de Montgesoye | Détails | Le statut officiel du blason reste à déterminer.                                                    |

| Blason de Montlebon | Blason  | De sable au mont d’or.                           |
| Blason de Montlebon | Détails | Le statut officiel du blason reste à déterminer. |

| Blason de Montmahoux | Blason  | De gueules à la bande d'or, au mont de sinople chargé d'une clef d'or et sommé d'une tour donjonnée d'argent, l'ensemble brochant sur le tout, la tour ouverte et ajourée de gueules, la porte munie de deux vantaux ouverts d'or laissant sortir un loup passant d'argent brochant à dextre,. |
| Blason de Montmahoux | Détails | Le statut officiel du blason reste à déterminer. |

| Blason de Montperreux | Blason  | Tiercé en pairle abaissé : au 1er d'argent à l'église du lieu d'or posée sur un mont d'azur chargé de cinq sapins de sinople brochants, au 2e de gueules au chaudron d'or sur des flammes de sable, au 3e de sinople au brochet contourné d'argent posé en barre.                     |
| Blason de Montperreux | Détails | Le blasonnement ne mentionne pas la manières dont sont rangés les sapins ni leur différence de taille. * Il y a là non-respect de la règle de contrariété des couleurs : ces armes sont fautives (or sur argent, sable sur gueules). Le statut officiel du blason reste à déterminer. |

| Blason de Montrond-le-Château | Blason  | De gueules à la bande d’argent chargée en chef d’un croissant d’azur. |
| Blason de Montrond-le-Château | Détails | Le statut officiel du blason reste à déterminer.                      |

| Blason de Mouthier-Haute-Pierre | Blason  | D’azur au cartouche surmonté d’une couronne mitrée et crossée d’or, au lion couronné du même, le tout rangé en bande ; vêtu d’argent à demi en chef à senestre et en pointe à dextre. |
| Blason de Mouthier-Haute-Pierre | Détails | Le statut officiel du blason reste à déterminer. |

| Blason de Morteau | Blason  | D’azur au portail d’église d’argent flanqué de deux échauguettes du même, ouvert et ajouré de sable. |
| Blason de Morteau | Détails | Le statut officiel du blason reste à déterminer.                                                     |

| Blason de Mouthe | Blason  | Tranché d’or à une crosse de gueules, et d’argent à un skieur équipé de sable ; à la cotice d’azur brochant sur la partition. |
| Blason de Mouthe | Détails | Le statut officiel du blason reste à déterminer.                                                                              |

| Blason de Moutherot (Le) | Blason  | Tranché d’argent à l’église d’azur couverte de sable, et de gueules à la grappe de raisin tigée et feuillée d’or ; au franc-canton d’azur semé de billettes aussi d’or, au lion du même brochant. |
| Blason de Moutherot (Le) | Détails | Le statut officiel du blason reste à déterminer. |

Pas d'information pour les communes suivantes :  Magny-Châtelard, Malbrans, Mancenans-Lizerne, Marvelise, Le Mémont, Mercey-le-Grand, Mérey-Vieilley, Mésandans, Mesmay, Métabief, Moncley, Mondon (Doubs), Mont-de-Laval, Mont-de-Vougney, Montagney-Servigney, Montancy, Montandon, Montbéliardot, Montflovin, Montfort (Doubs), Montivernage, Montjoie-le-Château, Montussaint, Montécheroux, Les Monts-Ronds, Morre, Myon
- Haut – A
- B
- C
- D
- E
- F
- G
- H
- I
- J
- K
- L
- M
- N
- O
- P
- Q
- R
- S
- T
- U
- V
- W
- X
- Y
- Z

## N
| Blason de Naisey-les-Granges | Blason  | De sinople à l'épée basse d'argent, accostée de deux pignons de grange d'or ; au chef d'or fretté de sable. |
| Blason de Naisey-les-Granges | Détails | Armes parlantes (pignons de grange). L'épée est l'attribut de saint Antide, patron de la paroisse locale. Les pignons de granges renvoient au nom de la commune. Le champ vert est pour l'agriculture et le chef fretté est tiré des armes de la famille de Joux. Création de Jean-François Binon adoptée le 29 mars 2019. |

| Blason de Nans | Blason  | De gueules à la bande d’argent côtoyée de deux cotices du même. |
| Blason de Nans | Détails | Le statut officiel du blason reste à déterminer.                |

| Blason de Nods | Blason  | De gueules à cinq quintefeuilles d’argent ordonnées en sautoir. |
| Blason de Nods | Détails | Le statut officiel du blason reste à déterminer.                |

| Blason de Noirefontaine | Blason  | Écartelé: au 1er d'azur semé de billettes d'or, au lion couronné du même armé et lampassé de gueules, brochant, au 2e de gueules à la bande d'argent, au 3e de gueules à trois fers de lance d'argent, au 4e d'or à la fontaine de sable jaillissant d'argent et accompagnée en pointe d'une fasce ondée d'azur. |
| Blason de Noirefontaine | Détails | Armes parlantes (fontaine de sable). Le statut officiel du blason reste à déterminer. |

| Blason de Noironte | Blason  | Écartelé, au I d'azur semé de billettes d'or, un lion couronné du même issant de la partition, armé et lampassé de gueules, brochant ; au II et III, d'argent à une grenouille de sable allumée du champ ; au IV d'azur à la bande d'or accompagnée de deux besants du même. |
| Blason de Noironte | Détails | Le statut officiel du blason reste à déterminer. |

| Blason de Novillars | Blason  | Mi-parti : au 1er de gueules à un caducée d'or adextré d'un parchemin enroulé et lié du même et posé en bande, au 2d d'or au château du lieu de gueules, ouvert et ajouré de sable.           |
| Blason de Novillars | Détails | Le caducée renvoie à l'implantation des structures médicales et sociales, le parchemin rappelle la vocation papetière du village et enfin le chateau est celui de la commune. Adopté en 2020. |

Pas d'information pour les communes suivantes :  Nancray, Nans-sous-Sainte-Anne, Narbief, Neuchâtel-Urtière, Noël-Cerneux, Nommay
- Haut – A
- B
- C
- D
- E
- F
- G
- H
- I
- J
- K
- L
- M
- N
- O
- P
- Q
- R
- S
- T
- U
- V
- W
- X
- Y
- Z

## O
| Blason de Ollans | Blason  | Écartelé : au 1er d'or à trois bandes de gueules, au 2d de sinople à la plume d'argent posée en pal et accompagnée de quatre équerres affrontées du même, les deux en pointe renversées, au 3e de sinople à la tour d'argent ouverte et ajourée du champ et maçonnée de sable, au 4e d'or à la tierce ondée d'azur. |
| Blason de Ollans | Détails | Le 1er reprend les armes des Faucogney (1287), la plume du 2d rappelle la présence en Ollans pendant 50 ans de l'écrivain Sully Prudhomme, qui y écrivit le roman "Le Bonheur" en 1888, tandis que les équerres du même rappellent la mémoire de l'architecte Marcel Boutterin, né en ce lieu le 28 mai 1842. La tour en 3e symbolise le château, le 4e symbolise la rivière du lieu. Le statut officiel du blason reste à déterminer. |

| Blason de Onans | Blason  | De gueules à deux loups ravissant affrontés, surmontés d'un manteau sur lequel est posée une épée basse brochante, le tout d'or. |
| Blason de Onans | Détails | Création de Jean-François Binon adoptée en 2017.                                                                                 |

| Blason de Orchamps-Vennes | Blason  | Coupé d'un parti d'argent au sapin de sinople et d’argent semé de billettes de sinople, au lion couronné d’or brochant ; et du même au mur ouvert du même maçonné de sable. |
| Blason de Orchamps-Vennes | Détails | Le statut officiel du blason reste à déterminer. |

| Blason de Ornans | Blason  | De gueules à la tour d'argent, maçonnée de sable; au chef d'azur semé de billettes d'or au lion issant du même, brochant.                                                                        |
| Blason de Ornans | Détails | La tour du blason est la "Tour Maîtresse", que fit ériger Charles le Téméraire en 1425 dans le château du lieu afin de fortifier ses positions. Le statut officiel du blason reste à déterminer. |

| Blason de Orsans | Blason  | De gueules au sautoir d'argent.                  |
| Blason de Orsans | Détails | Le statut officiel du blason reste à déterminer. |

| Blason de Osse | Blason  | Écartelé : au 1er de gueules à deux bars adossés d'or, au 2e d'argent à trois trèfles de gueules, au 3e d'argent au sapin de sinople fûté de tenné, au 4e d'azur au héron d'argent, becqué et membré d'or. |
| Blason de Osse | Détails | Adopté en 2019. |

| Blason de Ouhans | Blason  | De gueules à la tour couverte girouettée d'argent, ouverte de sable, chaussé de sinople chargé à dextre d'une croix ancrée d'or et à senestre d'une main bénissante de gueules* parée aussi d'or. |
| Blason de Ouhans | Détails | * Il y a là non-respect de la règle de contrariété des couleurs : ces armes sont fautives (main de Gueules sur sinople). Le statut officiel du blason reste à déterminer.                         |

| Blason de Oye-et-Pallet | Blason  | Tiercé en pairle : au 1er de sinople au besant d'or cerclé de sable, au 2e d'azur semé de billettes d'or, au lion couronné du même, armé et lampassé de gueules, brochant, au 3e d'azur au saint tenant dans sa dextre une crosse, senestré d'un enfant brochant en partie sur le saint, le tout d'or ; au pairle d'argent brochant sur la partition. |
| Blason de Oye-et-Pallet | Détails | Le statut officiel du blason reste à déterminer. |

Pas d'information pour les communes suivantes :  Orgeans-Blanchefontaine, Orve, Osselle, Ougney-Douvot, Ouvans
- Haut – A
- B
- C
- D
- E
- F
- G
- H
- I
- J
- K
- L
- M
- N
- O
- P
- Q
- R
- S
- T
- U
- V
- W
- X
- Y
- Z

## P
| Blason de Palise | Blason  | De sinople au chevron d'argent accompagné de deux besants en chef et d'une rose en pointe, le tout d'or. |
| Blason de Palise | Détails | Le statut officiel du blason reste à déterminer.                                                         |

| Blason de Péseux | Blason  | D’azur au sautoir engrêlé d’or.                  |
| Blason de Péseux | Détails | Le statut officiel du blason reste à déterminer. |

| Blason de Pierrefontaine-lès-Blamont | Blason  | De sable à la bordure réduite d'argent, à la bande ondée du même brochant sur le tout. |
| Blason de Pierrefontaine-lès-Blamont | Détails | Le statut officiel du blason reste à déterminer.                                       |

| Blason de Pierrefontaine-les-Varans | Blason  | Écartelé : Au 1er de gueules au croissant d'argent, aux 2d et 3e d'or à la croix ancrée d'azur, au 4e de gueules à l'étoile d'argent. |
| Blason de Pierrefontaine-les-Varans | Détails | Le statut officiel du blason reste à déterminer.                                                                                      |

| Blason de Pirey | Blason  | Écartelé au 1er d’or au chef de gueules, au 2d d’azur au sautoir d’or, au 3e de gueules à la bande d’or, au 4e d’or à la croisette de sinople ; à la fleur de lys d’argent brochant sur le tout. |
| Blason de Pirey | Détails | Le statut officiel du blason reste à déterminer. |

| Blason de Placey | Blason  | Parti de sable et d'or, au pal abaissé, palissé en chef de deux pièces et deux demies, uni à une champagne palissée de huit pièces, le tout de l'un en l'autre, le pal accosté de deux coquerelles aussi de l'un en l'autre, les involucres de sinople ; au tertre du même chargée d'un flanchis d'argent brochant sur le parti. |
| Blason de Placey | Détails | Le statut officiel du blason reste à déterminer. |

| Blason de Pont-de-Roide-Vermondans | Blason  | Écartelé au 1er de gueules à la tour d’argent ouverte ajourée et maçonnée de sable, au 2d d’azur au pont trapézoïdal alésé d’argent maçonné de sable, aux trois dégueuloirs ouverts du champ, soutenu d’une jumelle ondée alésée aussi d’argent, au 3e d’azur semé de billettes d’argent au lion du même lampassé de gueules brochant, au 4e de gueules à la roue d’engrenage sans rayon de douze dents d’argent. |
| Blason de Pont-de-Roide-Vermondans | Détails | Le statut officiel du blason reste à déterminer. |

| Blason de Pompierre-sur-Doubs | Blason  | Coupé ondé: au 1) de gueules plain; au 2) fascé ondé d'azur et d'argent; à un pont droit de quatre arches sommé d'une croix hosannière d'argent maçonné de sable brochant sur la partition; au chef parti: au 1) d'azur à une fontaine monumentale sommée d'une statue de saint Léger d'argent maçonnée de sable, au 2) d'or à une roue de moulin de gueules. |
| Blason de Pompierre-sur-Doubs | Détails | Le statut officiel du blason reste à déterminer. |

| Blason de Pontarlier | Blason  | De gueules à une tour carrée d'argent ajourée et ouverte de sable senestrée d'un pont de quatre arches aussi d'argent mouvant du flanc,. |
| Blason de Pontarlier | Détails | Le statut officiel du blason reste à déterminer.                                                                                         |

| Blason de Présentevillers | Blason  | Chevronné de gueules et d'or.                    |
| Blason de Présentevillers | Détails | Le statut officiel du blason reste à déterminer. |

| Blason de Prétière (La) | Blason  | D'argent à deux fasces de sinople, accompagnées de neuf canettes nageant au naturel, 4 rangées en chef, 2 aux flancs et 3 en pointe ; sur le tout, d'azur à trois couronnes antiques surmontées d'une l'étoile de huit rais, le tout d'argent enfermé dans une filière du même. |
| Blason de Prétière (La) | Détails | Le statut officiel du blason reste à déterminer. |

Pas d'information pour les communes suivantes :  Palantine, Paroy (Doubs), Passavant, Passonfontaine, Pays-de-Clerval, Pelousey, Pessans, Petite-Chaux, Plaimbois-du-Miroir, Plaimbois-Vennes, Les Plains-et-Grands-Essarts, La Planée, Pointvillers, Pont-les-Moulins, Les Pontets, Pouilley-Français, Pouilley-les-Vignes, Pouligney-Lusans, Provenchère (Doubs), Puessans, Pugey, Le Puy (Doubs)
- Haut – A
- B
- C
- D
- E
- F
- G
- H
- I
- J
- K
- L
- M
- N
- O
- P
- Q
- R
- S
- T
- U
- V
- W
- X
- Y
- Z

## Q
| Blason de Quingey | Blason  | De gueules à la croix d’argent cantonnée de quatre tours du même, à la bordure du même. |
| Blason de Quingey | Détails | Le statut officiel du blason reste à déterminer.                                        |

## R
| Blason de Rahon | Blason  | Parti: au 1er de gueules au sautoir d'argent bordé d'or, au 2e d'or au tilleul de sinople mouvant de la pointe; le tout sur une terrasse du même chargé d'un listel d'or chargé de l'inscription « RAHON » en lettres de sable; le tout au chef d'azur chargé d'une fontaine du lieu d'or sommée d'une croix d'argent et jaillissant du même, accostée de deux fleurs de tilleul d'or. |
| Blason de Rahon | Détails | Différences entre dessin et blasonnement : Le sautoir d'argent est dit bordé d'or mais est dessiné d'or chargé d'un sautoir d'argent -ce qui est fautif . Adopté le 8 avril 2024. |

| Blason de Rancenay | Blason  | Écartelé, le trait du coupé ondé : au 1er d'azur à un clocher-porche d'argent au dôme à l'impériale d'argent, sommé d'une croix d'or, ouvert du champ, l'ouverture chargée d'une rose des jardins d'or, au 2e d'argent à cinq croisettes tréflées de gueules, au 3e d'argent à un cerisier au naturel, au 4e d'azur à un faucon grilleté d'argent et couronné d'or. |
| Blason de Rancenay | Détails | Adopté le 28 février 2022. |

| Blason de Rang | Blason  | Coupé d’or à la roue de moulin de gueules, et d’argent à deux burelles de sable surmontées de la fontaine du lieu en ombre du même, chapé d’azur. |
| Blason de Rang | Détails | Le statut officiel du blason reste à déterminer.                                                                                                  |

| Blason de Raynans | Blason  | Taillé de gueules à deux bars adossés d’or, et d’argent à la roue de moulin d’azur. |
| Blason de Raynans | Détails | Le statut officiel du blason reste à déterminer.                                    |

| Blason de Recologne | Blason  | Coupé: au 1er de gueules au sautoir d'argent, au 2e d'or à la roue de moulin de sable. |
| Blason de Recologne | Détails | Le statut officiel du blason reste à déterminer.                                       |

| Blason de Rigney | Blason  | Écartelé : au 1er équipolé d'hermine et de gueules, au 2e d'or à la bande du même frettée de sable et cloutée du champ, accompagnée en chef d'un marteau de sable posé en bande et en pointe d'une enclume du même, au 3e d'or à la bande ondée d'azur et à une roue de moulin de gueules brochante, au 4e de gueules à une clé versée d'argent à dextre et à une épée basse du même à senestre. |
| Blason de Rigney | Détails | Le statut officiel du blason reste à déterminer. |

| Blason de Rivière-Drugeon (La) | Blason  | D’or au taureau de gueules colleté du champ et portant au col un écu écartelé d’or à la bande d’azur, et d’argent au huchet d’azur, sur le tout, cinq points d'or équipollés à quatre points d'azur ; le taureau passant sur une rivière d’argent courant sur une terrasse de sinople. |
| Blason de Rivière-Drugeon (La) | Détails | Le statut officiel du blason reste à déterminer. |

| Blason de Rochejean | Blason  | Écartelé de gueules et d’argent, sur le tout d’or au cor virolé et enguiché d’azur, le pavillon à senestre. |
| Blason de Rochejean | Détails | Le statut officiel du blason reste à déterminer.                                                            |

| Blason de Roches-lès-Blamont | Blason  | De gueules à deux bars adossés d’argent.         |
| Blason de Roches-lès-Blamont | Détails | Le statut officiel du blason reste à déterminer. |

| Blason de Roche-lès-Clerval | Blason  | De sinople à la barre d'argent courbée et abaissée en chef, le trait supérieur cannelé et le trait inférieur engrêlé, accompagnée en chef de deux bars adossés d'or et en pointe d'une roue de moulin du même. |
| Blason de Roche-lès-Clerval | Détails | Le statut officiel du blason reste à déterminer. |

| Blason de Romain | Blason  | D'or à la croix de sable remplie de sinople et chargée de cinq coquilles cousues de gueules. |
| Blason de Romain | Détails | * Ces armes emploient le terme « cousu » dans le seul but de contrevenir à la règle de contrariété des couleurs : elles sont fautives (gueules sur sinople sur sable.). Le statut officiel du blason reste à déterminer. |

| Blason de Rougemont | Blason  | D’or à l’aigle de gueules becquée et couronnée d’azur. |
| Blason de Rougemont | Détails | Le statut officiel du blason reste à déterminer.       |

| Blason de Roulans | Blason  | De gueules à la bande d'argent.                  |
| Blason de Roulans | Détails | Le statut officiel du blason reste à déterminer. |

Pas d'information pour les communes suivantes : Randevillers, Rantechaux, Reculfoz, Rémondans-Vaivre, Remoray-Boujeons, Renédale, Rennes-sur-Loue, Reugney, Rignosot, Rillans, Roche-lez-Beaupré, Rognon (Doubs), Ronchaux, Rondefontaine, Roset-Fluans, Rosières-sur-Barbèche, Rosureux, Rougemontot, Rouhe, Routelle, Ruffey-le-Château, Rurey, Le Russey
- Haut – A
- B
- C
- D
- E
- F
- G
- H
- I
- J
- K
- L
- M
- N
- O
- P
- Q
- R
- S
- T
- U
- V
- W
- X
- Y
- Z

## S
| Blason de Saint-Julien-lès-Montbéliard | Blason  | Écartelé : au 1er d'or à trois demi-ramures de sable posées en fasce et rangées en pal, au 2e de gueules à deux bars adossés d'or, au 3e de gueules au temple du lieu d'or ouvert et ajouré de sable, au 4e d'or à la fontaine-lavoir du lieu de sable. |
| Blason de Saint-Julien-lès-Montbéliard | Détails | Les ramures pour les armes des Würtemberg et les bars pour la principauté de Montbéliard. Création Serge Luniaud, adoptée le 26 février 2021. |

| Blason de Saint-Georges-Armont | Blason  | Gironné de sinople et d'argent, à la fasce alésée d'azur brochant, chargée de saint Georges à cheval, contourné et tuant le dragon, le tout d'or. |
| Blason de Saint-Georges-Armont | Détails | Armes parlantes. Le statut officiel du blason reste à déterminer.                                                                                 |

| Blason de Saint-Hippolyte | Blason  | D’azur à la croix d’argent, cantonnée de quatre annelets d’or. |
| Blason de Saint-Hippolyte | Détails | Le statut officiel du blason reste à déterminer.               |

| Blason de Saint-Julien-lès-Russey | Blason  | Neuf points (équipollés cinq et quatre).         |
| Blason de Saint-Julien-lès-Russey | Détails | Le statut officiel du blason reste à déterminer. |

| Blason de Sainte-Marie | Blason  | Écartelé : au 1er fuselé en bande d’or et de sable, au 2d d’azur à la bannière posée en bande d’or à l’aigle de sable becquée, languée et membrée de gueules, à la hampe de même ferrée d’or, au 3e de gueules à deux bars adossés d’or, au 4e d’or au buste de vieillard barbu de profil de carnation, vêtu de gueules, le col d’azur, et coiffé d’un bonnet albanais de gueules rebrassé d’azur ; sur le tout, d’or à trois demi-ramures de cerf de sable l’une sur l’autre, à la bordure d’azur. |
| Blason de Sainte-Marie | Détails | Le statut officiel du blason reste à déterminer. |

| Blason de Saint-Maurice-Colombier | Blason  | D’azur au pont alésé et abaissé d’argent, accompagné en chef à dextre d’une tour d’or et à senestre d’une église aussi d’argent et en pointe d’une tierce en pal alésée et ondée aussi d’or |
| Blason de Saint-Maurice-Colombier | Détails | Le statut officiel du blason reste à déterminer. |

| Blason de Saint-Vit | Blason  | De gueules à la bande d'argent chargée d'une lionne bondissant de sable, accompagnée d'un soleil mouvant de l'angle senestre du chef et d'une roue de six rayons en pointe, le tout d'or. |
| Blason de Saint-Vit | Détails | Le statut officiel du blason reste à déterminer. |

| Blason de Sainte-Suzanne | Blason  | Écartelé : au 1er fuselé en bande de sable et d’or, au 2d d’orangé aux trois demi-ramures de cerf de sable posées en barre et rangées en pal, au 3e d’argent à la roue dentée, à l’usine de deux sheds flanquée d’une cheminée haute à dextre, brochant sur la roue, le tout d’azur, au 4e de gueules à la foëne (fourche pour pécher le poissons) de trois dents d’argent posée en barre, le fer en pointe. |
| Blason de Sainte-Suzanne | Détails | Le 1er et 2d rappellent les Wurtemberg, le 3e l'industrie présente en ville et le 4e le sobriquet de feunus donné aux habitants de la ville, qui un temps utilisaient un outil de ce genre pour pêcher le poisson. Ce blason est l'un des rares à faire usage de l'orangé en France. Le statut officiel du blason reste à déterminer.                                                                        |

| Blason de Sancey-le-Grand | Blason  | D’or à quatre bandes de gueules.                 |
| Blason de Sancey-le-Grand | Détails | Le statut officiel du blason reste à déterminer. |

| Blason de Saône | Blason  | D'or à la croix engrêlée d'azur.                 |
| Blason de Saône | Détails | Le statut officiel du blason reste à déterminer. |

| Blason de Sarrageois | Blason  | Parti : au 1er de gueules à une gentiane jaune [Gentiana lutea] au naturel, au 2d d'argent à un sapin au naturel ; au chef ondé d'azur chargé d'une fasce ondée d’argent et à un char à foin d'or brochant. |
| Blason de Sarrageois | Détails | Adopté en décembre 2021. |

| Blason de Saules | Blason  | Taillé d'azur à la crosse d'or contournée et posée en barre et à la mitre du même brochante, et de sinople à la grappe de raisin d'or. |
| Blason de Saules | Détails | Le statut officiel du blason reste à déterminer.                                                                                       |

| Blason de Seloncourt | Blason  | Coupé : au 1) parti : au 1a) d'azur à six triangles d'or accolés et aboutés 3, 2, 1 chargés chacun d'une billette de sable, au chef de gueules* chargé d'un triangle d'or surchargé d'une billette de sable; au 1b); de sable à quatre bandes de gueules*, sur lesquelles brochent une roue dentée d'or et son pignon du même posé enclenché en chef à senestre ; au 2) tiercé en fasces ondées : au 2a) d'argent; au 2b) fascé ondé de quatre pièces d'azur et d'argent; au 2c) d'azur; à une citrouille d'or feuillé et tigée de sinople brochant sur le tiercé. |
| Blason de Seloncourt | Détails | * Il y a là non-respect de la règle de contrariété des couleurs : ces armes sont fautives (gueules sur azur au 1a, et gueules sur sable au 1b). Le statut officiel du blason reste à déterminer. |

| Blason de Serre-les-Sapins | Blason  | Divisé en chevron : au 1) d'azur semé de billettes d'or; au 2) redivisé en chevron : au 2A) d'or à un sapin de sinople fûté de tenné mouvant de la pointe et accosté de deux sapins aussi de sinople, plus petits et sans tronc; au 2B) re-redivisé en chevron : au 2Ba) de sinople plain; au 2Bb) de sable à un besant d'or surmonté d'un chevron d'argent sous le trait de la partition. |
| Blason de Serre-les-Sapins | Détails | Le statut officiel du blason reste à déterminer. |

| Blason de Semondans | Blason  | De gueules au pairle d’or accompagné en chef de deux bars adossés du même et accosté de deux coquilles versées d’argent. |
| Blason de Semondans | Détails | Le statut officiel du blason reste à déterminer.                                                                         |

| Blason de Sochaux | Blason  | D'azur semé de billettes d'or au lion aussi d'or couronné du même, armé et lampassé de gueules, brochant, tenant une roue dentée de sable remplie de gueules, de laquelle est issante une barre de métal d'argent tordue en forme de S. |
| Blason de Sochaux | Détails | * Il y a là non-respect de la règle de contrariété des couleurs : ces armes sont fautives (gueules sur sable). La roue dentée remplie de gueules rappelle la fonderie industrielle présente dans les environs de la ville, la barre d'argent tordue par le lion prend la forme d'un S, initiale de la ville. Il est à noter que le blasonnement lui aussi est erroné : si la roue est de sable remplie de gueules, elle doit être d'un seul tenant. Ce n'est pas le cas, puisque le posterieur dextre du lion broche le gueules, mais est broché par le sable qui pourtant est sous le gueules ! Création Robert Louis, adoptée par la municipalité le 6 mai 1960. |

| Blason de Sombacour | Blason  | Écartelé: aux 1er et 4e d'or à la bande de gueules, aux 2e et 3e d'or au pal de gueules chargé de trois chevrons d'or. |
| Blason de Sombacour | Détails | Adopté par la municipalité.                                                                                            |

| Blason de Sommette (La) | Blason  | Coupé de gueules à deux bars adossés d’or, et d’or à trois demi-ramures de sable posées en fasce et rangées en pal. |
| Blason de Sommette (La) | Détails | Le statut officiel du blason reste à déterminer.                                                                    |

| Blason de Soulce-Cernay | Blason  | Tiercé en pairle renversé : au 1er de pourpre à la croix de cimetière du lieu, pommetée, perronnée de deux pièces et chargée en cœur d'un besant surchargé d'un cœur, le tout d'argent, au 2e d'or au tas de sel d'argent soutenu de l'inscription « SEL » de sable, au 3e de sinople à la divise ondée cousue d'azur ; le tout enfermé dans une bordure réduite d'argent chargée de vingt tourteaux de sable. |
| Blason de Soulce-Cernay | Détails | * Il y a là non-respect de la règle de contrariété des couleurs : ces armes sont fautives (argent sur or). Création Christian Mainier, adoptée par la municipalité en février 2014. |

| Blason de Soye | Blason  | Tiercé en pairle renversé : au 1er de sinople à une tête de cheval coupée d'argent, bridée de gueules, au 2e de gueules à un chêne d'or, au 3e d'argent à trois fasces ondées d'azur ; à une épée basse d'argent garnie d'or, brochant sur le tout. |
| Blason de Soye | Détails | Création Jean-François Binon. Adoptée. |

Pas d'information pour les communes suivantes :  Saint-Antoine (Doubs), Saint-Gorgon-Main, Saint-Hilaire (Doubs), Saint-Juan, Saint-Point-Lac, Sainte-Anne (Doubs), Sainte-Colombe (Doubs), Samson (Doubs), Sancey-le-Long, Santoche, Saraz, Sauvagney, Scey-Maisières, Séchin, Septfontaines (Doubs), Servin, Silley-Amancey, Silley-Bléfond, Solemont, Sourans, Surmont
- Haut – A
- B
- C
- D
- E
- F
- G
- H
- I
- J
- K
- L
- M
- N
- O
- P
- Q
- R
- S
- T
- U
- V
- W
- X
- Y
- Z

## T
| Blason de Taillecourt | Blason  | Écartelé au 1er de sable à la main fermée d’argent parée de sinople posée en pal et mouvant de la partition, surmontée d’une étoile de six rais d’or, au 2d de gueules à deux bars adossés d’or, au 3e d’or à l’arbre arraché au naturel, au 4e d’azur à la main d’or parée de gueules, mouvant de l’angle senestre de la pointe et tenant un couteau de vigneron d’argent emmanché au naturel. |
| Blason de Taillecourt | Détails | Le statut officiel du blason reste à déterminer. |

| Blason de Terres-de-Chaux (Les) | Blason  | De sinople à trois rencontres de cerf d’argent rangés en chef et soutenus d’une souche d’arbre arrachée du même; à la bordure cousue d’azur chargée de huit feuilles de chêne d’or. |
| Blason de Terres-de-Chaux (Les) | Détails | * Il y a là non-respect de la règle de contrariété des couleurs : ces armes sont fautives (azur sur sinople). Le statut officiel du blason reste à déterminer.                      |

| Blason de Thise | Blason  | D'argent au soleil non figuré de gueules mouvant de la pointe; vêtu coupé au 1er d'azur chargé de six billettes d'or, ordonnées 2 et 1 de chaque côté, au 2e de sinople plain; le tout sommé d'un chef d'or chargé de l'inscription d'azur « THiSE ». |
| Blason de Thise | Détails | Le statut officiel du blason reste à déterminer. |

| Blason de Thoraise | Blason  | Tranché: au 1er de sinople à la tour flammée d'argent, au 2e d'azur à la roue de moulin d'or; à la bande d'argent chargée de trois fleurs de lis d'azur, brochant sur la partition. |
| Blason de Thoraise | Détails | Le statut officiel du blason reste à déterminer. |

| Blason de Thulay | Blason  | Parti d’or à trois demi-ramures de cerf de sable posées en fasce et rangées en pal, et de gueules à deux bars adossés d’or ; au chef de sinople chargé d’un loup courant d’argent. |
| Blason de Thulay | Détails | Le statut officiel du blason reste à déterminer. |

| Blason de Touillon-et-Loutelet | Blason  | Tranché d'azur et d'or, à la jument cabrée combinée à une pile ondée posée en bande, le tout d'argent, brochant sur la partition et accompagnée de deux annelets entravaillés de deux bâtons alésés passés en sautoir, de l'un en l'autre. |
| Blason de Touillon-et-Loutelet | Détails | Création Nicolas Vernot, adoptée en juin 2018 par la municipalité. |

| Blason de Trépot | Blason  | D'or à la barre de sable accompagnée à dextre de deux clés de gueules passées en sautoir et à senestre d'une épée d'azur. |
| Blason de Trépot | Détails | Inspiré des armoiries de la famille seigneuriale Pouthier de Trépot, qui portait « d'or à la bande de sable ». La bande devenue barre, est accompagnée des clés de saint Pierre et l'épée de saint Paul. Le statut officiel du blason reste à déterminer. |

| Blason de Trévillers | Blason  | D'azur à deux bars adossés d'argent, surmontés d'une croisette du même. |
| Blason de Trévillers | Détails | Le statut officiel du blason reste à déterminer.                        |

Pas d'information pour les communes suivantes :  Tallans, Tallenay, Tarcenay-Foucherans, Thiébouhans, Thurey-le-Mont, Torpes (Doubs), La Tour-de-Sçay, Tournans, Tressandans, Trouvans
- Haut – A
- B
- C
- D
- E
- F
- G
- H
- I
- J
- K
- L
- M
- N
- O
- P
- Q
- R
- S
- T
- U
- V
- W
- X
- Y
- Z

## U
Pas d'information pour les communes suivantes :  Urtière, Uzelle

## V
| Blason de Valdahon | Blason  | Écartelé : au 1er d'azur à deux étoiles d'or rangées en bande, au 2d de gueules plain, au 3e de sinople plain, au 4e d'azur semé de billettes d'or, au lion du même brochant ; à la croix en filet d'argent, nouée et brochant sur la partition ; le tout enfermé dans une filière du même. |
| Blason de Valdahon | Détails | Le statut officiel du blason reste à déterminer. |

| Blason de Valentigney | Blason  | Écartelé : au 1er d’or à trois demi-ramures de cerf de sable posées en fasce et rangées en pal, au 2d de gueules aux deux bars adossés d’or, au 3e d’azur à la croix de malte d’argent, au 4e d’or à la boroille couchée de sable. |
| Blason de Valentigney | Détails | Le statut officiel du blason reste à déterminer. |

| Blason de Valleroy | Blason  | De sinople au chevron renversé d’or accompagné en pointe d’une grappe de raisin feuillée du même. |
| Blason de Valleroy | Détails | Le statut officiel du blason reste à déterminer.                                                  |

| Blason de Valonne | Blason  | D'azur à la bande d'argent chargé d'une bande de gueules surchargée de trois gerbes de blé d'or, accompagnée en chef d'un lion d'or et en pointe d'un chêne du même. |
| Blason de Valonne | Détails | Adopté par la municipalité en 2019. |

| Blason de Vandoncourt | Blason  | Coupé d'un parti d'or à trois demi-ramures de sable, posées en fasce et rangées en pal, et d'argent à trois montagnes isolées de trois pics d'azur ; et de gueules à l'arbre accosté de deux damas [variété de prune bleue], le tout au naturel. |
| Blason de Vandoncourt | Détails | L'usage du "naturel" dans le second du coupé rend la composition valable en égard à la règle de contrariété des couleurs, mais est discutable. Le statut officiel du blason reste à déterminer.                                                  |

| Blason de Vauchamps | Blason  | Parti de sinople et d'or à la roue de moulin brochant de l'un en l'autre. |
| Blason de Vauchamps | Détails | Le statut officiel du blason reste à déterminer.                          |

| Blason de Vaux-et-Chantegrue | Blason  | D’argent à la grue de sable tenant sa vigilance d’or, posée sur un mont de sinople.           |
| Blason de Vaux-et-Chantegrue | Détails | Vaux-et-Chantegrue : Armes parlantes. (grue) Le statut officiel du blason reste à déterminer. |

| Blason de Vaux-les-Prés | Blason  | D'or au cep de vigne au naturel; au chef de gueules chargé d'une ruche d'or accostée de deux abeilles volantes du même celle de dextre en barre, celle de senestre en bande. |
| Blason de Vaux-les-Prés | Détails | Le statut officiel du blason reste à déterminer. |

| Blason de Velesmes-Essarts | Blason  | De sinople à l'écusson d'or chargé d'une fontaine composée d'un bassin d'argent surmonté d'un toit à six pans de gueules soutenu par quatre piliers de sable sur des plots d'argent, les deux du milieu brochant sur le bassin, l'écusson accompagné d'une branche de chêne et d'une branche de vigne fruitées d'or, entrelacées en orle. |
| Blason de Velesmes-Essarts | Détails | Création de Nicolas Vernot adoptée par la municipalité en 2001. |

| Blason de Vennans | Blason  | Écartelé : au 1er d'azur au trèfle d'or, aux 2e et 3e de gueules à la barre d'argent, au 4e d'azur à la comète d'or posée en barre. |
| Blason de Vennans | Détails | Inspiré des armoiries de la famille Pierrard de Vennans (Vaynans au XVIe siècle), seigneur de la localité, anoblie en 1595, et qui portait : « écartelé au 1er et 4e de gueules à la bande d'argent, qui est de Neuchatel, au 2e d'azur à trois piles d'or et au 3e d'azur à un trèfle soutenu de deux feuilles d'or ». Ici le trèfle représente le caractère rural du village et la comète la volonté d'expansion du village et de ses habitants. Adopté par la municipalité le 17 mai 2019. |

| Blason de Venise | Blason  | Tranché de sinople et d'or, le sinople chargé en chef d'une croisette d'argent et en pointe d'une rose d'or boutonnée de gueules, l'or entant le sinople en chevron et chargé d'un vigneron au naturel. |
| Blason de Venise | Détails | Le statut officiel du blason reste à déterminer. |

| Blason de Vercel-Villedieu-le-Camp | Blason  | D’or au taureau de gueules.                      |
| Blason de Vercel-Villedieu-le-Camp | Détails | Le statut officiel du blason reste à déterminer. |

| Blason de Verne | Blason  | Coupé : au 1er de gueules à deux bars adossés d'or, au 2e d'argent au verne (aulne) de sinople ; vêtu de l'un en l'autre.                                                                                        |
| Blason de Verne | Détails | Armes parlantes (verne = aulne). Les deux bars rapellent les armes d'Henriette de Montbéliard, le verne (ou aulne) renvoie au nom de la commune. Création de Camille Heidet adoptée par la municipalité en 2002. |

| Blason de Vernierfontaine | Blason  | D’or à la fontaine de sinople jaillissante d’azur, accompagnée en chef de deux flanchis de gueules. |
| Blason de Vernierfontaine | Détails | Vernierfontaine : Armes parlantes. (fontaine) Le statut officiel du blason reste à déterminer.      |

| Blason à dessiner | Blason  | Tranché: au 1er d'argent au lion de sable, au 2e d'azur à la roue de moulin d'or . |
| Blason à dessiner | Détails | Le statut officiel du blason reste à déterminer.                                   |

| Blason de Verrières-de-Joux | Blason  | D'azur à la bande d'argent chargée de trois étoiles du champ. |
| Blason de Verrières-de-Joux | Détails | Le statut officiel du blason reste à déterminer.              |

| Blason de Vieilley | Blason  | Palé contre-palé d'argent et de pourpre, à la divise d'or brochant sur la partition, à la roue de moulin de sinople brochant en coeur sur le tout. |
| Blason de Vieilley | Détails | Le statut officiel du blason reste à déterminer.                                                                                                   |

| Blason de Vieux-Charmont | Blason  | Tiercé en barre d’argent à la roue d’engrenage enclenchée à un pignon, le tout d’or en barre ; de gueules aux deux bars adossés d’or posés à plomb, et d’azur à la tierce ondée d’or sommée d’une roue de moulin du même. |
| Blason de Vieux-Charmont | Détails | * Il y a là non-respect de la règle de contrariété des couleurs : ces armes sont fautives (or sur argent). Le statut officiel du blason reste à déterminer.                                                               |

| Blason de Villars-lès-Blamont | Blason  | D’azur à la fontaine d’argent.                   |
| Blason de Villars-lès-Blamont | Détails | Le statut officiel du blason reste à déterminer. |

| Blason de Villars-Saint-Georges | Blason  | Coupé en branches de sapin : au 1er de sinople plain, au 2e d’argent au vigneron au naturel. |
| Blason de Villars-Saint-Georges | Détails | Le statut officiel du blason reste à déterminer.                                             |

| Blason de Villars-sous-Écot | Blason  | Écartelé : au 1er d'azur à la jonquille d'or tigée et feuillée de sinople, au 2e d'azur au clocher comtois d'argent essoré de pourpre, au 3e d'azur à la fontaine du lieu d'argent, posée en perspective en bande et remplie d'une eau du champ, au 4e d'azur au pilote de moto-cross contourné, au naturel, sur sa machine de sable, bondissant en barre ; à la burelle d'argent, chargée de l'inscription de sable « VILLARS-SOUS-ECOT », brochant sur le coupé ; à l'écusson d'argent chargé de la Croix de Guerre 1939-1945, appendu au point du chef et brochant sur le parti. Ornements extérieursCroix de guerre 1939-1945 |
| Blason de Villars-sous-Écot | Détails | Le statut officiel du blason reste à déterminer. |

| Blason de Villers-Buzon | Blason  | D’argent au sautoir de gueules chargé d’un second sautoir alésé et écoté d’or, à l’écusson d’azur chargé d’un lion d’or brochant sur le tout. |
| Blason de Villers-Buzon | Détails | Le statut officiel du blason reste à déterminer.                                                                                              |

| Blason de Villers-le-Lac | Blason  | Taillé d'or et d'azur à l'ancre de sable brochant. |
| Blason de Villers-le-Lac | Détails | Le statut officiel du blason reste à déterminer.   |

| Blason de Voillans | Blason  | D'or aux trois coqs de sable. |
| Blason de Voillans | Détails | Adopté par la municipalité.   |

| Blason de Vorges-les-Pins | Blason  | D'or à trois emmanches de sinople dentées en sapin [Coupé en sapin d'or et de sinople de trois pièces], celle du milieu abaissée; au chef parti au 1er d'argent à deux pics de mineur de sable passés en sautoir, au 2e d'azur au vigneron au naturel. |
| Blason de Vorges-les-Pins | Détails | Armes parlantes (sapin). Le statut officiel du blason reste à déterminer. |

| Blason de Voujeaucourt | Blason  | De gueules à la croix d'argent cantonnée de seize étoiles de même, quatre dans chaque canton. |
| Blason de Voujeaucourt | Détails | Le statut officiel du blason reste à déterminer.                                              |

| Blason de Vuillafans | Blason  | D'argent à la bande de sable côtoyée de deux cotices du même et chargée de trois coquilles d'argent. |
| Blason de Vuillafans | Détails | Le statut officiel du blason reste à déterminer.                                                     |

| Blason de Vuillecin | Blason  | D'or à la fleur de jonquille tigée et feuillée au naturel à senestre accompagnée en pointe à dextre d'une grenouille contournée de sinople. |
| Blason de Vuillecin | Détails | Le statut officiel du blason reste à déterminer.                                                                                            |

| Blason de Vyt-lès-Belvoir | Blason  | Tiercé en pairle: au 1) d'or à la roue de moulin de sable, au 2) d'argent au lion de sable, au 3) de gueules au cheval cabré d'argent. |
| Blason de Vyt-lès-Belvoir | Détails | Le statut officiel du blason reste à déterminer.                                                                                       |

Pas d'information pour les communes suivantes :  Vaire-Arcier, Vaire-le-Petit, Val-de-Roulans, Valoreille, Vanclans, Vaucluse (Doubs), Vauclusotte, Vaudrivillers, Vaufrey, Vellerot-lès-Belvoir, Vellerot-lès-Vercel, Vellevans, Vennes (Doubs), Vergranne,   Le Vernoy, Verrières-du-Grosbois, La Vèze, Viéthorey, Villars-sous-Dampjoux, Ville-du-Pont, Les Villedieu, Villeneuve-d'Amont, Villers-Chief, Villers-Grélot, Villers-la-Combe, Villers-Saint-Martin, Villers-sous-Chalamont, Villers-sous-Montrond, Voires